# Храм Христа Спасителя
Хра́м Христа́ Спаси́теля, или Храм Рождества Христова, — кафедральный собор Русской православной церкви, расположенный в центральной части Москвы на улице Волхонке. Существующее здание, построенное в 1990-х годах, является воссозданием одноимённого храма, разрушенного в 1931 году. Самый большой православный храм Российской Империи. Храм находится на возвышении, окружён небольшим парком с комплексом зданий и сооружений религиозного и светского назначения. В комплекс храма входят также два малых храма: каменный храм Покрова Божией Матери и бревенчатый храм-часовня Державной иконы Божией Матери — предтеча современного храма Христа Спасителя.
Решение о возведении первого храма в честь победы в Отечественной войне 1812 года над Наполеоном было принято императором Александром I сразу же, закладка храма во имя Христа Спасителя по проекту архитектора Александра Витберга состоялась 24 (12) октября 1817 года на Воробьёвых горах. Однако в 1825 году работы были остановлены, а архитектор с другими членами комиссии по строительству были обвинены в финансовых растратах.
Автором нового проекта был назначен архитектор Константин Тон. 10 (22) сентября 1839 года состоялась торжественная закладка собора на Волхонке. Строительство началось фактически за 2 года до того и было завершено в 1860 году, после чего создавался интерьер и внутреннее убранство; 26 мая (7 июня) 1883 года первый храм был освящён.
Здание храма было разрушено 5 декабря 1931 года в результате сталинской реконструкции Москвы. Площадку планировалось отдать под строительство Дворца Советов, но в итоге на этом месте был создан бассейн «Москва». Здание храма воссоздано на цоколе с использованием других строительных материалов в 1994—1999 годах.
Храм имеет статус патриаршего подворья и является коллективным кенотафом воинов Русской императорской армии, погибших в войне с Наполеоном, на стенах храма начертаны имена офицеров, павших в войне и Заграничных походах 1797—1806 и 1813—1814 годов.

## История

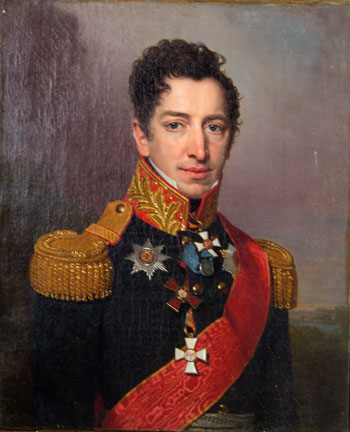
Генерал Пётр Кикин, высказавший мысль о строительстве в Москве храма-памятника, 1814—1815 годы

### Идея создания
Идея строительства храма в честь победы в Отечественной войне впервые была высказана в декабре 1812 года генералом Петром Кикиным, сподвижником Александра I. Он писал ревнителю старинных традиций адмиралу Александру Шишкову: «Война сия, по-видимому, долженствовавшая решить судьбу России, потрясти основания гражданских и политических связей ея, и даже самой Веры, не есть обыкновенная; почему и памятник должен быть таковой же — Провидение Божие помощью веры и народного духа спасло нас. Ему благодарность, и памятник Ему же принадлежит».
Кикин хотел возродить древнерусскую традицию обетных храмов. Такие сооружения возводились в честь победы над противником, а также в память о погибших во время боевых действий. Вероятнее всего, традиция храмов-памятников существовала ещё в домонгольский период: по позднему (и спорному) преданию, Ярослав Мудрый построил в Киеве Софийский собор на месте битвы с печенегами. Также предполагается, что после Куликовской битвы строились храмы во имя Рождества Пресвятой Богородицы, потому что праздник совпал со сражением русских войск с Мамаевой Ордой. В честь военных побед в столице возвели храм Василия Блаженного и собор Казанской иконы Божией Матери на Красной площади.
25 декабря 1812 года, после изгнания войск Наполеона из России, император Александр I подписал Высочайший манифест о строительстве в Москве храма во имя Христа Спасителя.

Спасение России от врагов, столь же многочисленных силами, сколь злых и свирепых намерениями и делами, совершённое в шесть месяцев всех их истребление, так что при самом стремительном бегстве едва самомалейшая токмо часть оных могла уйти за пределы Наши, есть явно излиянная на Россию благость Божия, есть поистине достопамятное происшествие, которое не изгладят веки из бытописаний.

В сохранение вечной памяти того беспримерного усердия, верности и любви к Вере и к Отечеству, какими в сии трудные времена превознёс себя народ Российский, и в ознаменование благодарности Нашей к Промыслу Божию, спасшему Россию от грозившей ей гибели, вознамерились Мы в Первопрестольном граде Нашем Москве создать церковь во имя Спасителя Христа, подробное о чём постановление возвещено будет в своё время.

Да благословит Всевышний начинание Наше! Да совершится оно! Да простоит сей Храм многие веки, и да курится в нём пред святым Престолом Божиим кадило благодарности позднейших родов, вместе с любовию и подражанием к делам их предков.— Александр I

### Храм на Воробьёвых горах

#### Проект Витберга

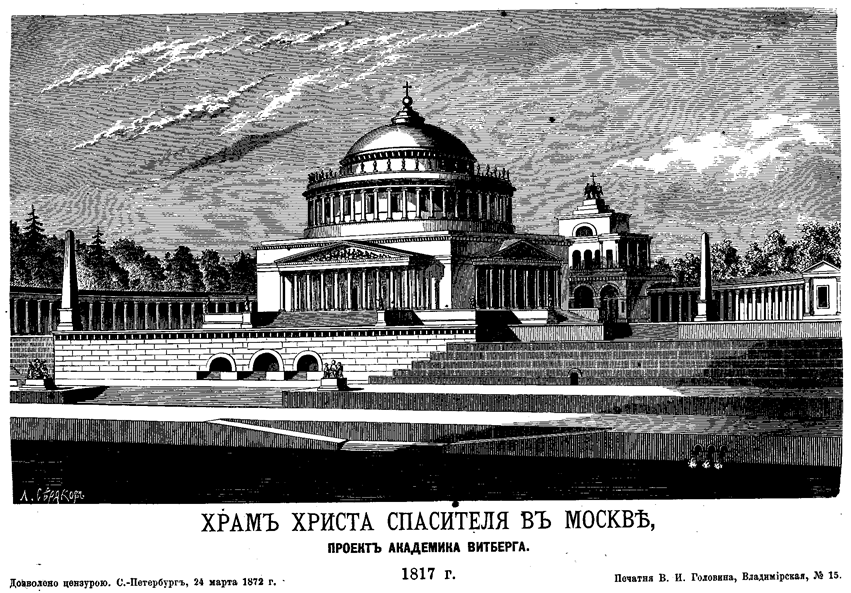
Проект Карла Витберга, 1817 год

Возводимый храм, по мысли Александра, должен был отличаться величием и грандиозностью духовной идеи. Вскоре провели открытый международный конкурс с участием 38 архитекторов. Среди них были такие известные зодчие, как Андрей Воронихин, Джакомо Кваренги, Василий Стасов и другие. В 1813 году архитектор Воронихин представил не менее семи вариантов проекта храма, ни один из которых не был принят. Специалисты выделяют несколько основных типов, преобладавших в представленных проектах. Первый вариант — это круглый храм с одним куполом классического типа. Второй — храм, напоминающий древнерусский пятиглавый крестообразный в плане собор. В 1814 году проектное задание уточнили: собор планировалось построить в течение следующих 10-12 лет. В этом первом конкурсе победил проект 28-летнего художника и масона Карла Витберга. В плане этот храм обладал высотой 240 метров и был втрое больше современного. Он включал в себя Пантеон погибших, колоннаду из 600 колонн, выполненных из трофейных пушек, а также памятники правителям и видным полководцам. Ради утверждения проекта Витберг перешёл в православие. В качестве местоположения для храма были выбраны Воробьёвы горы, которые император Александр I часто называл «короной Москвы». Раньше на этом месте находилась одна из загородных царских резиденций — Воробьёвский дворец. Выбор местоположения был также обусловлен исторически: путь к храму располагался между Смоленской и Калужской дорогами к Москве, по одной из которых войска Наполеона вошли в город, по другой — его покинули.
Для Витберга, не бывшего профессиональным архитектором, строительство имело в первую очередь символическое значение — он замыслил возвести новый Соломонов храм, или, как он нередко называл его в своих записках, Храм Премудрости. В основе этого проекта лежали масонские идеи, а его автор стремился найти «вселенский первопринцип, лежащий в основе Бога, природы и мышления», и воплотить его в архитектуре.

Я вообразил себе Творца точкою. Назвав её единицею, Богом, поставил циркуль и очертил круг, коего центр эта точка; эту периферию назвал множественностью-творением. Итак, я имел единицу и множественность, Творца и творение. Как эта точка может соединяться с перифериею, наблюдая за черчением я видел, что расходящиеся ножки циркуля делают прямую линию, коих бесконечное множество составляют круг и которые все, пересекаясь в центре, составляют кресты; а следственно крестом соединяется с Творцом природа. Таким образом, я получил три формы: линию, крест и круг, составляющие одну таинственную фигуру, совершенно успокоившую меня; и с этой минуты я постиг сию тайну.— Воспоминания Карла Витберга
Храм во имя Христа Спасителя по проекту Витберга должен был выражать связь человека с Богом и состоять из трёх ярусов. Витберг считал, что этот храм должен обладать прямоугольной формой в виде гроба, быть высечен в скале и содержать катакомбы. Сооружение служило бы местом поминовения убитых воинов в войне 1812 года. Нижняя часть называлась «Храмом тела» и олицетворяла хтонический, потусторонний мир или могилу. В алтаре нижнего яруса предполагалось установить изображение Рождества и барельеф в память о смерти Христа и апостолов. «Храм тела» соединялся со вторым ярусом — душевным или моральным, расположенным на земле. Его крестообразная форма символизировала одухотворённость и жизнь. Средний храм планировалось освятить во имя Преображения Господня — соответствующую сцену собирались поместить в алтаре, а по стенам расположить барельефы. Согласно плану, третий ярус представлял собой божественный храм и был посвящён духовной ипостаси человека. Храм состоял из «чистого круга, следствия креста», в его алтаре изображалось Воскресение. Верхняя часть должна была стать источником света для других помещений, а плафон купола — ярко освещён окнами.

#### Строительство

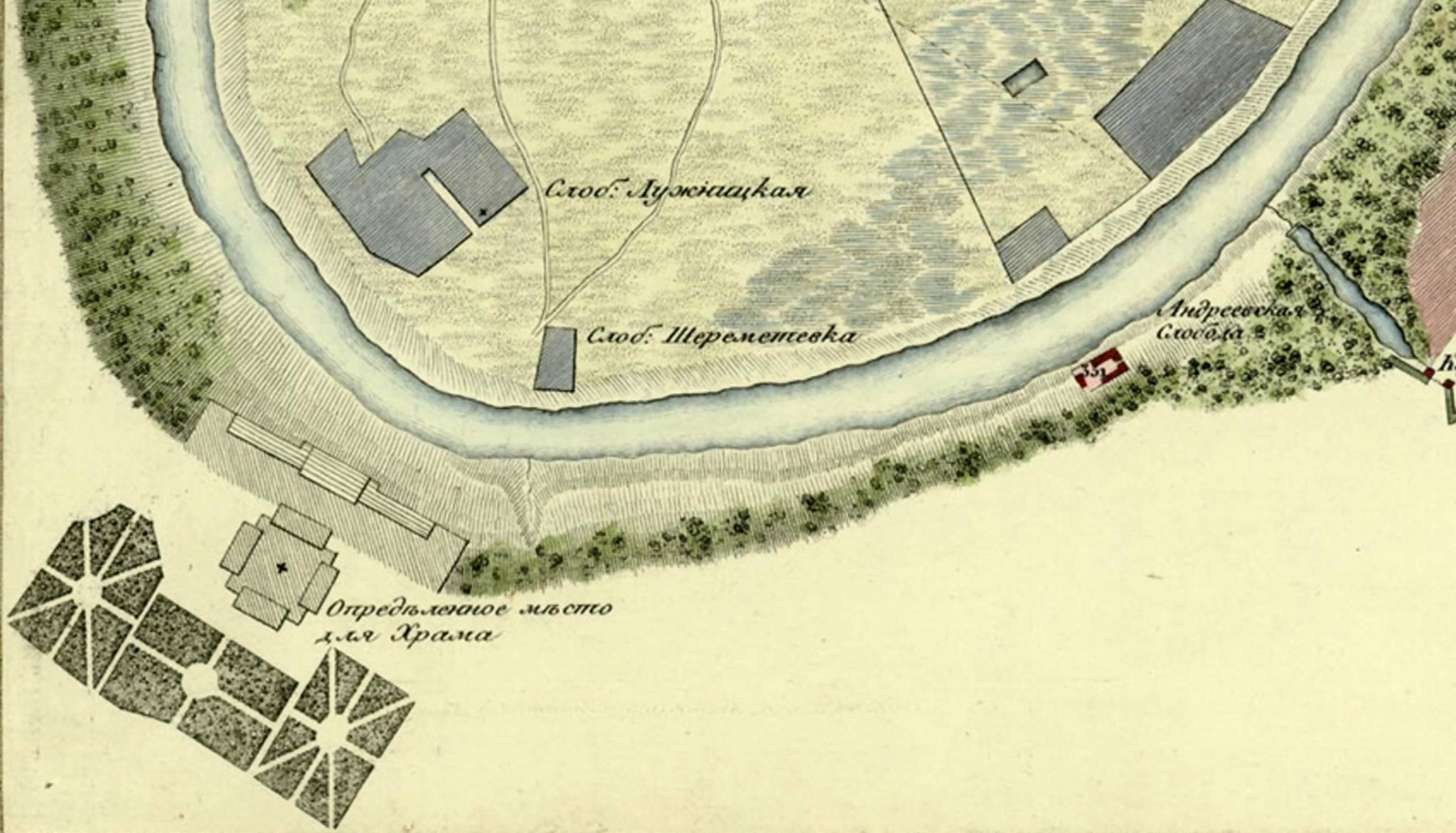
Фрагмент «Плана столичного города Москвы», выполненного в 1819 году офицерами Военно-топографического депо, с указанием места предполагаемой постройки храма Христа Спасителя на Воробьёвых горах

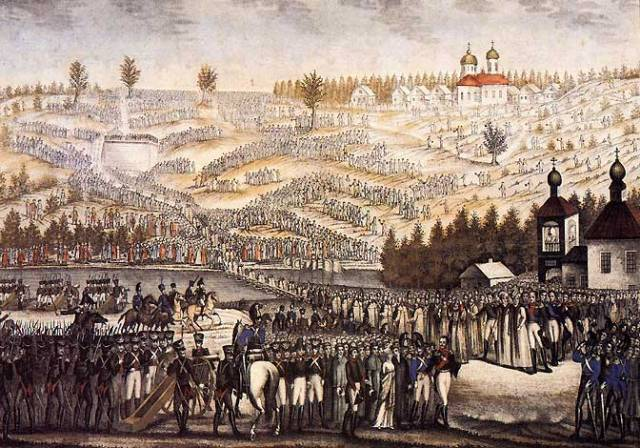
Закладка храма Христа Спасителя на Воробьёвых горах, 1817 год

12 октября 1817 года, в пятилетнюю годовщину освобождения Москвы от французских войск, на Воробьёвых горах состоялась закладка первого храма в присутствии Александра I, императриц Елизаветы Алексеевны и Марии Фёдоровны, великого князя Николая Павловича, прусского принца Вильгельма и архиепископа Августина. Окончательная смета строительства, составленная Витбергом, была утверждена императором в 1820 году. Для контроля учредили особую комиссию под председательством Московского митрополита Серафима и московского военного генерал-губернатора. В 1821 году комиссия дала разрешение на начало земляных работ. В первые годы стройка шла энергично: по некоторым данным, для работ было приобретено более 20 тысяч подмосковных крепостных крестьян. В 1825 году Высочайшим повелением было приказано соединить Волгу и Москву-реку для доставки каменных материалов к строительной площадке. По данным Мостовского, комиссия потратила порядка 278 тысяч рублей на «устройство судоходства по верховью Москвы-реки и улучшение водоотводного канала», на строительство барок ушло около 292 тысяч, а на соединение двух рек — ещё 123 тысячи рублей. Несмотря на грандиозные затраты, темпы работ постоянно снижались. В течение семи лет строителями не был завершён даже «нулевой цикл». Строительными работами руководил сам Витберг, не имевший практического опыта руководства: он не вёл должных учёта и контроля, наряды заполнял карандашом, к подрядчикам относился излишне доверчиво. Завершить проект Витбергу не удалось.
Возведение собора приостановилось по восшествии на престол Николая I в 1825 году. Согласно официальной версии, это было связано с ненадёжностью почвы на Воробьёвых горах. Для обсуждения проекта долгостроя был сформирован другой комитет под председательством инженера-генерала Карла Оппермана. В состав организации входили такие опытные профессионалы, как инженеры Лев Карбонье и Пьер-Доминик Базен, а также архитекторы Карл Росси, Василий Стасов, Андрей Михайлов и другие. 17 февраля 1828 года императору был предоставлен отчёт комитета:

На избранном месте строить столь огромного здания нельзя, потому что части Храма и его фундамента углублялись бы ниже крепкого и глинистого слоя <…> Если же, несмотря на величайшие затруднения, всё-таки нужно строить Храм на предполагаемом месте, то, чтобы преодолеть эти затруднения, потребуются издержки, превышающие возможность, так как нужно прорыться сквозь все песчаные слои, простирающиеся до неопределённой глубины, чтобы дойти до крепкого материка не могущего осаждаться.
Из документов Комиссии по строительству храма следует, что на реализацию проекта государство потратило более четырёх миллионов рублей ассигнациями. Всего же Комиссия израсходовала порядка 16 миллионов рублей. В 1827 году строительная комиссия была расформирована, а Витберга и руководителей стройки обвинили в растратах и отдали под суд. Процесс длился восемь лет. В 1835-м «за злоупотребление доверием императора и за ущербы, нанесённые казне» причастных к делу оштрафовали на миллион рублей. Самого Витберга сослали в Вятку, а всё его имущество конфисковали. Среди историков существует мнение, что Витберг был виновен не в растратах, а лишь в неосмотрительности и доверчивости. Ссылка его продолжалась недолго, впоследствии проекты Витберга использовались при постройке православных соборов в Перми и Тифлисе.

### Храм на Волхонке

#### Проект Тона

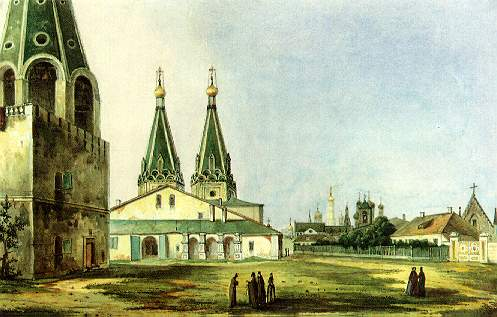
Алексеевский монастырь. Картина Карла Рабуса, 1838

Новый конкурс не проводился, в 1831 году Николай I назначил архитектором Константина Тона, который работал в близком императору русско-византийском стиле. По мнению исследовательницы Е. Н. Малеевой, воплощение идеи храма-памятника, изначально задуманного Александром I, означало для нового императора династическую преемственность.
Император также выбрал новое место на Волхонке, которая в то время носила название Чертолье; находившиеся там постройки были скуплены и снесены, в том числе и Алексеевский женский монастырь — памятник XVII века, впоследствии переведённый в Красное Село. В народе сохранилось предание, что игуменья, недовольная сносом исторических построек и переносом Алексеевской обители, прокляла строителей и предрекла: «Сему месту быть пусту».
План нового храма был одобрен и утверждён 10 апреля 1832 года, и вскоре назначили новую «Комиссию для построения в Москве Храма во имя Христа Спасителя» под председательством московского генерал-губернатора, князя Дмитрия Голицына. В отличие от первого, второй храм строился практически полностью за казённый счёт.

#### Сооружение храма

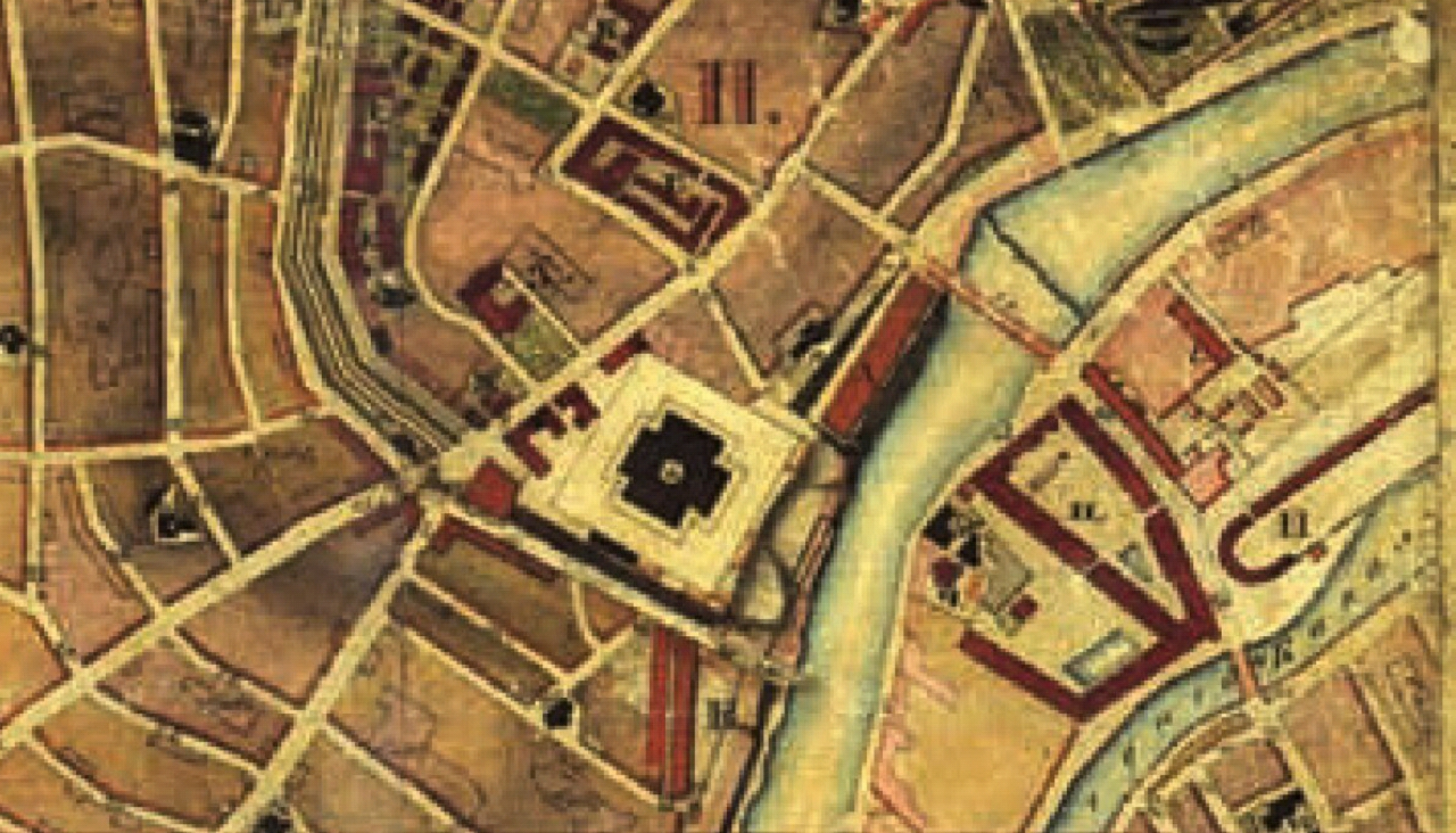
Храм Христа Спасителя на «Топографическом плане города Москвы», составленном офицерами Военно-топографического депо в 1838—1839 годах

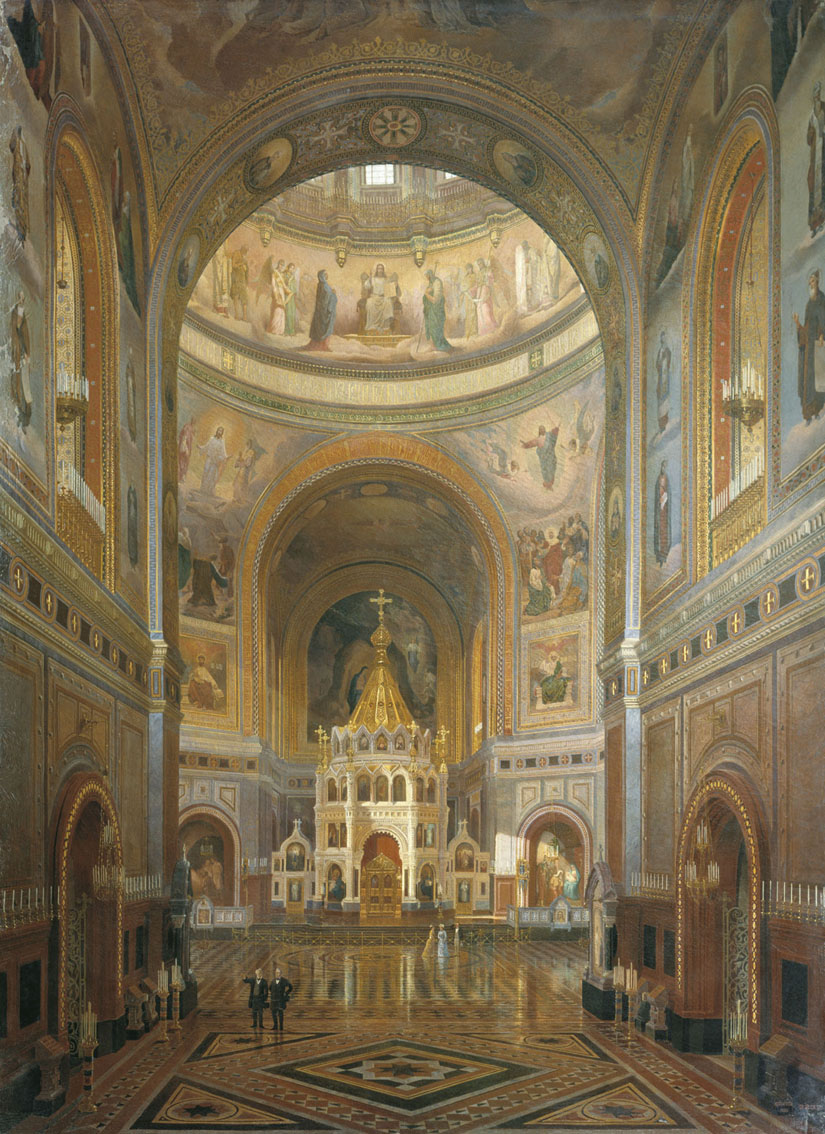
Ф. А. Клагес. Внутренний вид храма Христа Спасителя, 1883 год

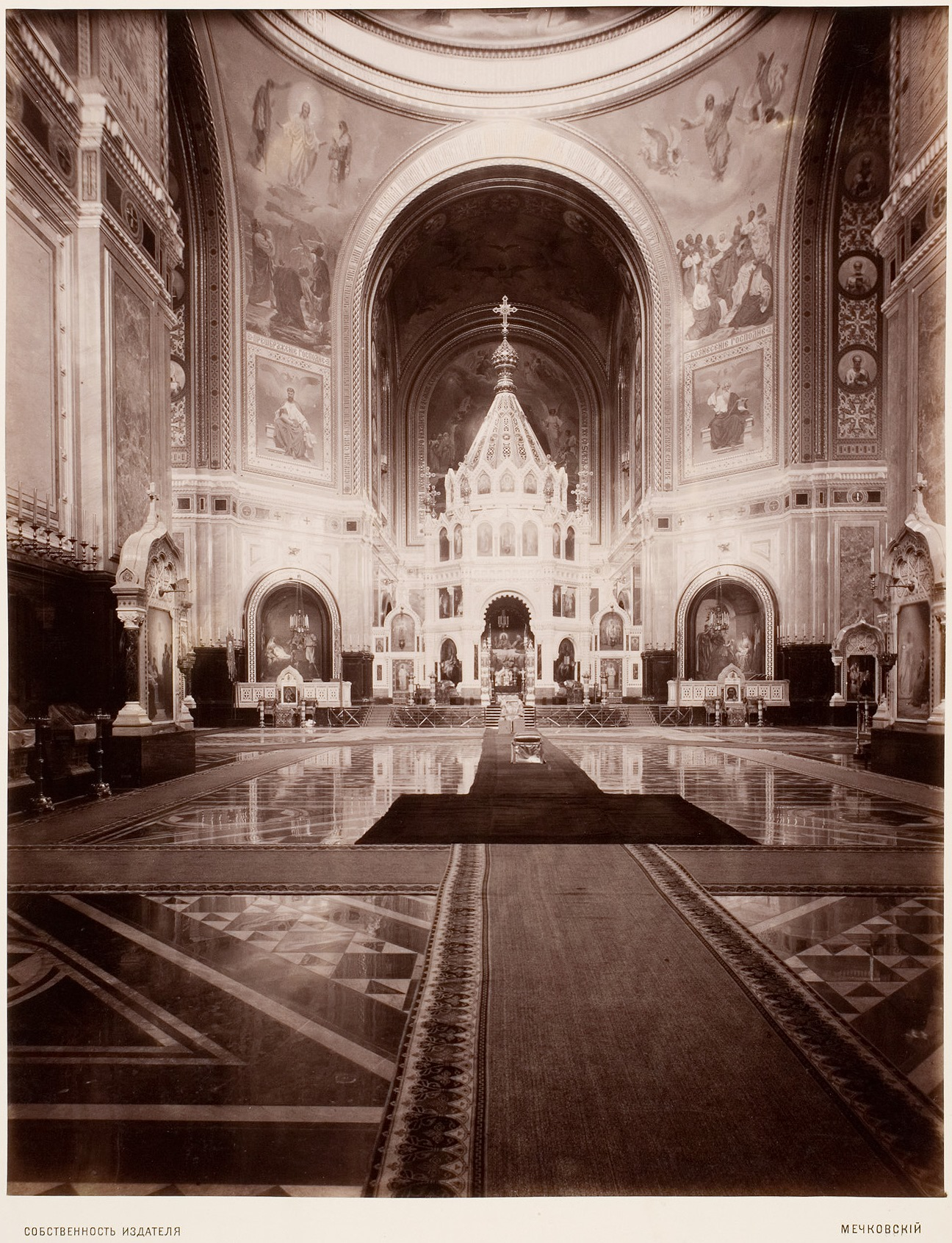
Внутренний вид храма в 1883 году

Летом 1837 года началась укладка и укрепление фундамента будущего храма на выбранном месте. 10 сентября 1839 года в присутствии императора Николая I и великих князей наследников престола Александра Николаевича и Михаила Павловича состоялась церемония торжественной закладки, которую возглавил митрополит Московский и Коломенский Филарет (Дроздов). На закладном камне, специально привезённом с Воробьёвых гор, была установлена крестообразная позолоченная доска с высеченными именами председателя и членов строительной комиссии и архитектора. На табличке была также высечена следующая надпись:

В лето 1839, сентября 10 дня, повелением Благочестивейшего Самодержавнейшего Великого Государя Императора Николая Павловича приступлено к исполнению священного обета, данного в Бозе почивающим Императором Александром I, и собственноручною Августейшею рукою Императора Николая Павловича, за невозможностью воздвигнуть Храм Христа Спасителя, по первому предположению, на Воробьёвых горах, положен камень основания на сём месте для сооружения оного Храма.
К 1841 году стены достигли уровня цоколя, а через восемь лет был завершён свод большого купола. Наружные леса с будущего храма убрали уже в 1860 году, однако украшение и отделка, а также устройство набережной и площади продолжались на протяжении ещё 20 лет. В период с 1837 по 1862 год расходы на строительство шли от Комиссии для построения храма, однако в 1862-м Высочайшим императорским повелением было установлено ежегодное ассигнование, составлявшее порядка 300 рублей серебром. Строительством храма руководил ученик Тона, архитектор Иосиф Каминский. Над росписью храма работали Василий Суриков, Иван Крамской, Василий Верещагин, Генрих Семирадский, Алексей Корзухин, Фёдор Бруни и другие мастера Императорской Академии художеств. Горельефные изваяния святых были выполнены скульпторами Антоном Ивановым, Николаем Рамазановым и Александром Логановским. В оформлении интерьеров храма участвовал также архитектор Виктор Коссов.
В 1880 году сооружению было присвоено официальное название — Кафедральный во имя Христа Спасителя собор, утверждены духовенство и причт. Указом от 25 мая 1883 года собор приняли «на счёт казны» с ежегодной сметой в 66 850 рублей на «штат расходов по содержанию московского кафедрального собора во имя Христа Спасителя». После смерти Тона в 1881 году стройку возглавил его ученик академик Александр Резанов. На этапе проектирования в 1830—1840-х годах Резанов участвовал в работах в качестве художника. В том же году завершились работы по устройству набережной, площади вокруг храма, были установлены наружные фонари.
Для транспортировки блоков гранита и мрамора из северных губерний европейской России в северо-западной части Московской губернии был прорыт Екатерининский канал. Искусственный канал соединил Москву-реку с Волгой через реки Истру, Сестру и Дубну.

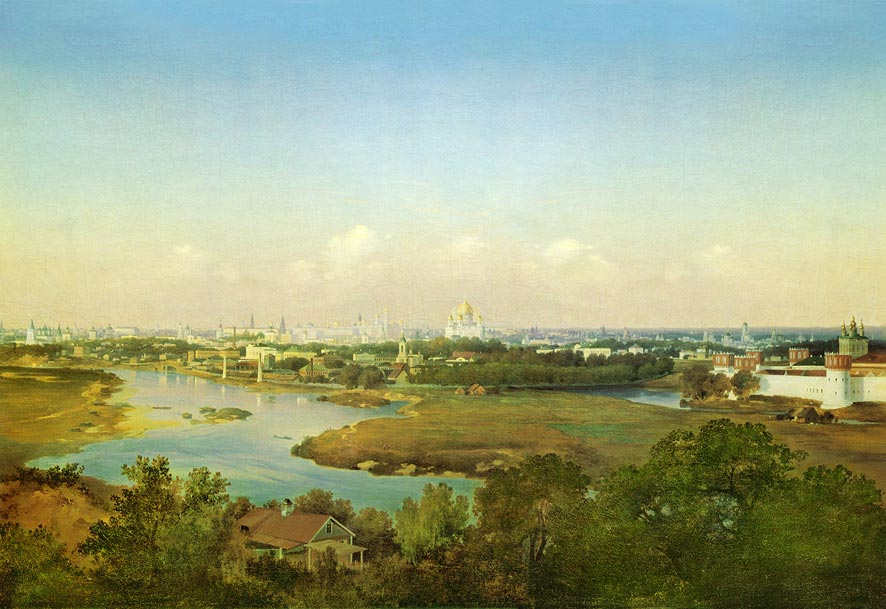
Вид на Москву с Воробьёвых гор. Владимир Аммон, 1856 год

Ещё до окончания строительства изображения храма начали появляться на планах и пейзажах Москвы. Например, собор был отмечен на «Иллюстрированном плане столичного города Москвы», изданном в 1878 году А. А. Касаткиным, и на «Иллюстрированном новом плане столичного города Москвы с достопримечательными зданиями Кремля, кремлёвских и других московских соборов, монастырей, известных церквей, дворцов кремлёвских и загородных знаменитых окрестности ея», нарисованном в 1882 году чертёжником Орловским. Однако ранние изображения несколько отличались от возведённого здания.
7 июня 1883 года состоялось торжественное освящение собора, совершённое митрополитом Московским Иоанникием (Рудневым) с сонмом духовенства и в присутствии императора Александра III, незадолго до того коронованного в Московском Кремле. На церемонии присутствовали также императрица Мария Фёдоровна, наследник и великая княжна Ксения Александровна. Событие сопровождалось шествием из храма Христа Спасителя в Успенский собор и обратно, колокольным звоном всех московских церквей, праздничным салютом. После освящения в храме была совершена первая литургия. Храм во имя Христа Спасителя высотой 103,5 метра стал самым высоким сооружением в Москве и самым вместительным храмом в стране.
Вскоре после освящения храма была учреждена государственная награда — медаль «В память освящения Храма Христа Спасителя», которая вручалась участвовавшим в проектировании и строительстве. В общей сложности возведение кафедрального собора обошлось казне в сумму около 15 млн рублей, при этом деньги на строительство храма включались в общую смету государственных расходов по ведомству путей сообщения и публичных зданий. Только на позолоту куполов и кровли приняли пожертвование от московского купечества — более 20 пудов золота.
Возведение храма было критически воспринято некоторыми современниками. Так, художник-баталист В. В. Верещагин считал, что выполненный «довольно бездарным архитектором Тоном» собор «есть прямое воспроизведение знаменитого Тадж-махала в городе Агра». Другие авторы, напротив, отмечают, что московский храм стал отражением сложных процессов как в русской, так и в общеевропейской архитектуре XIX века, когда на смену «интернациональному» классицизму пришёл период историзма (эклектики) и начались попытки переосмысления и возрождения в разных странах своей национальной архитектуры. Этот творческий поиск был методом «проб и ошибок». Среди близких по времени и духу зданий в Европе можно назвать базилику Сакре-Кёр в Париже.

#### Храм до сноса
Храм играл заметную роль в общественно-религиозной, а также культурной жизни первопрестольной столицы империи. 20 августа 1882 года в соборе была впервые исполнена под дирижированием Ипполита Альтани Увертюра 1812 года Петра Ильича Чайковского, написанная композитором в честь победы в войне с Наполеоном. В церкви действовал хор, считавшийся одним из лучших в Москве. Регентами церковного хора были композиторы Александр Архангельский и Павел Чесноков. Коллектив исполнял произведения церковного композитора Александра Кастальского, здесь также звучали голоса Фёдора Шаляпина и Константина Розова.
Храм был центром торжеств открытия памятников Александру III и Николаю Гоголю. Главный престольный праздник кафедрального собора — Рождество Христово — до 1918 года во исполнение указа императора Александра I от 30 августа 1814 года в церковном календаре отмечался и как годовщина победы в Отечественной войне 1812 года («воспоминаніе избавленія Церкве и державы Россійскія отъ нашествія Галловъ и съ ними двадесяти языкъ»). Храм располагал богатой библиотекой, по которой проводились экскурсии.
Ключарём с августа 1917 (до ареста в 1922 году) служил Александр Хотовицкий. 5 (18) ноября 1917 года в соборе после литургии и молебна было оглашено имя нового патриарха: старец Зосимовой пустыни Алексий (Соловьёв) вытянул жребий с именем митрополита Тихона (Беллавина).

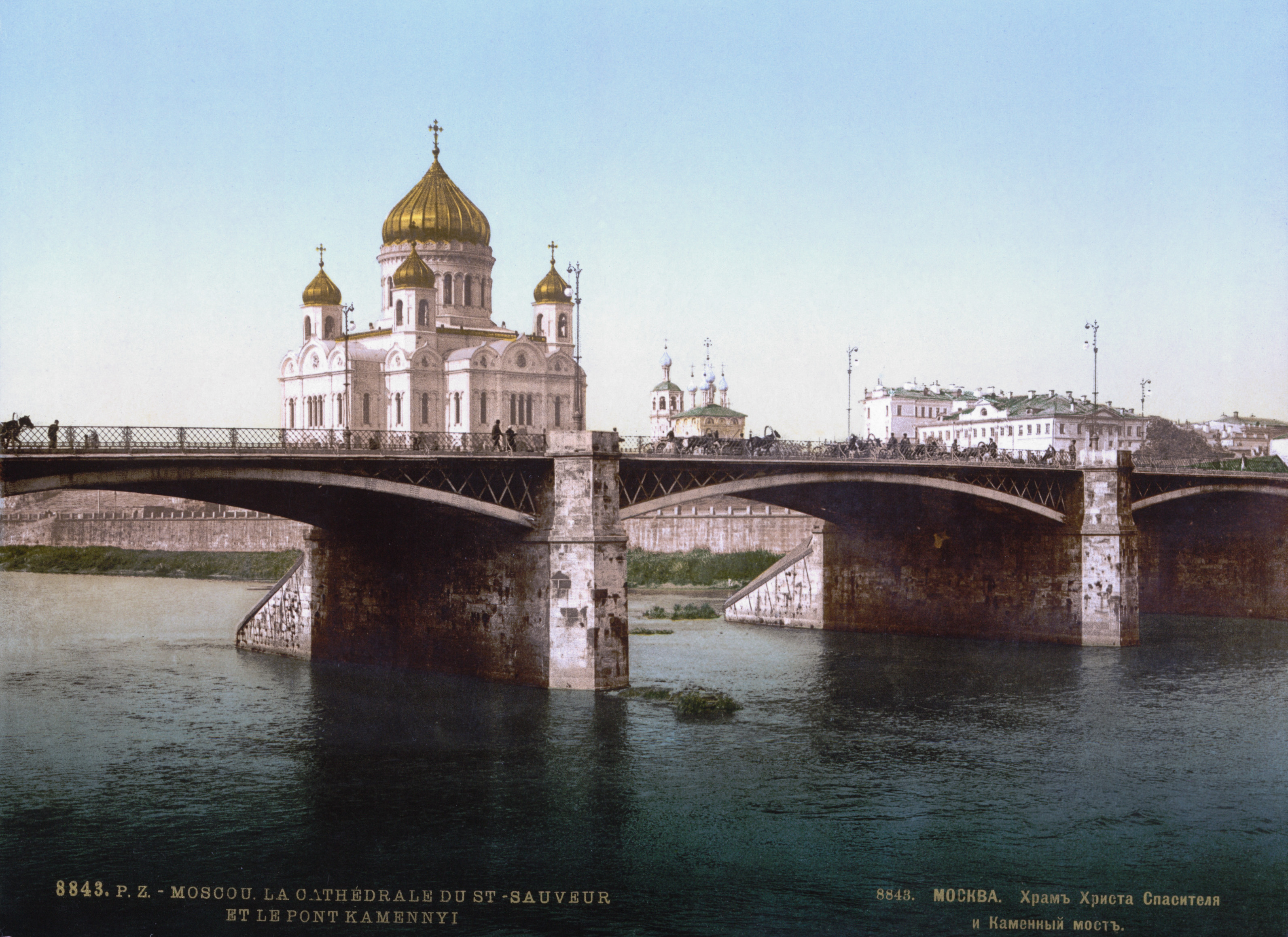
Цветная открытка с храмом Христа Спасителя, фото 1896 г.

Храм продолжал действовать после революции 1917 года. С января 1918 года большевики прекратили финансирование церквей. С целью поддержания жизнедеятельности храма было организовано Братство храма Христа Спасителя. За короткое время на средства частных жертвователей было проведено временное электрическое освещение, организованы церковный хор, читальня, отремонтирована ризница. Одним из членов братства был издатель Иван Сытин, который на собственные средства опубликовал небольшую книгу об истории и архитектуре храма Христа Спасителя.
Клир и прихожане храма Христа Спасителя не поддержали сформированное в мае 1922 года (вскоре после помещения патриарха Тихона под домашний арест) Высшее церковное управление (обновленцев). По свидетельству митрополита Михаила (Ермакова), «верующее население Москвы в громадной массе тоже против самозванцев. Когда митрополит Антонин и епископ Леонид хотели совершить рукоположение прот. Альбинского в кафедральном Храме Христа Спасителя — народ не допустил, и рукополагали на Патриаршем подворье».
6 июня 1922 года Высшее церковное управление вынесло постановление, в котором просило государственную власть произвести следствие по делу о контрреволюционной деятельности в храме Христа Спасителя. Просьба была удовлетворена, и вскоре в кафедральном храме Москвы появились обновленцы. Настоятелем храма стал один из лидеров обновленчества митрополит Александр Введенский. В этой должности он оставался до закрытия храма в 1931 году. Как писал инструктор 4-го отделения Административного отдела Моссовета В. В. Фортунатова в декабре 1923 года: «Храм Христа Спасителя по договору передан Ад[министративным] Отделом обновленческой группе. Он является главным храмом гор[ода] Москвы, а потому его и решено было отдать обновленчеству, как бы возглавляющему русскую церковь. Группа, которая пользуется храмом, крайне незначительна, несостоятельна и, естественно, что содержать храм в полной пригодности не может. У неё нет средств, чтобы его достаточно отопить и т. п.».
Настоятели старого храма
- Алексей Соколов (с 31 августа 1883 года);
- Павел Казанский (с 1899 года);
- Михаил Соболев (с 1908 года);
- Владимир Марков (с 1911 года);
- Иоанн Арсеньев (с 15 января 1918 года)[50].

### Разбор храма
Идею строительства в столице Дворца Советов впервые озвучил в 1922 году Сергей Киров на Первом Всесоюзном съезде Советов. 13 июля 1931 года прошло заседание ЦИК СССР под председательством Михаила Калинина. На заседании постановили возвести Дворец на территории храма Христа Спасителя: «Местом для строительства Дворца Советов избрать площадь храма Христа в гор. Москве со сносом самого храма и с необходимым расширением площади». Это решение было подготовлено на заседании Политбюро ВКП(б) от 5 июня 1931 года. Спустя 11 дней была принята резолюция Комитета по делам культов при Президиуме ВЦИК:

Ввиду отвода участка, на котором расположен храм Христа Спасителя, под постройку Дворца Советов, указанный храм ликвидировать и снести. Поручить Президиуму Мособлисполкома ликвидацию (закрытие) храма произвести в декадный срок… Ходатайство хозяйственного отдела ОГПУ о смывке золота и ходатайство строительства Дворца Советов о передаче строительного материала внести на рассмотрение секретариата ВЦИК.
Несколько месяцев проводились работы по разборке здания храма, останки которого в итоге было решено взорвать. 5 декабря 1931 года произвели два взрыва, после первого были снесены купола и верхние ярусы храма, сам остов устоял. По воспоминаниям очевидцев, от прогремевших взрывов содрогнулись близстоящие здания, а взрывная волна ощущалась на расстоянии нескольких кварталов. На разбор обломков и завалов, оставшихся после взрыва культового сооружения, ушло почти полтора года. В 1937 году снятая с храма облицовка была использована для отделки здания Совета труда и обороны и строящихся станций Сокольнической линии метрополитена.
Рытьё котлована будущего дворца началось в 1935 году, а к 1939-му был завершён фундамент высотной части здания. На бетонное кольцо уложили 280 стальных плит, служивших основанием для стальных башмаков, на которые должны были опираться колонны каркаса. С началом Великой Отечественной войны от проекта временно отказались. Часть металлических конструкций Дворца пошла на изготовление противотанковых ежей для обороны Москвы. Вскоре едва поднявшееся от уровня фундамента здание было полностью разобрано. От идеи строительства Дворца Советов окончательно отказались в 1956 году. А в 1960 году на месте фундамента был закончен открытый плавательный бассейн «Москва», просуществовавший до 1994 года.

### Воссоздание храма

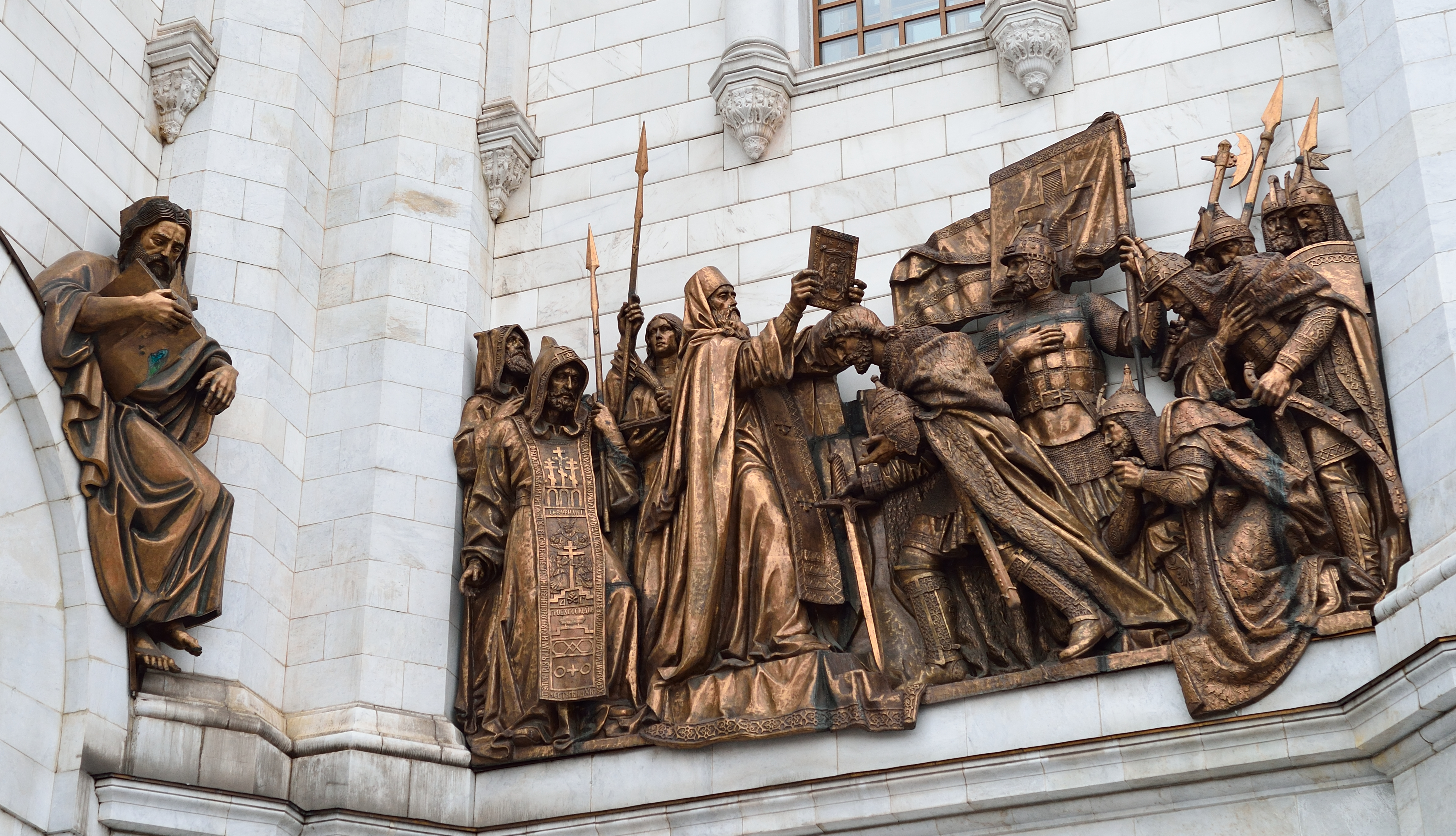
Фрагмент бронзовых скульптур на фронтоне храма Христа Спасителя, 2015 год

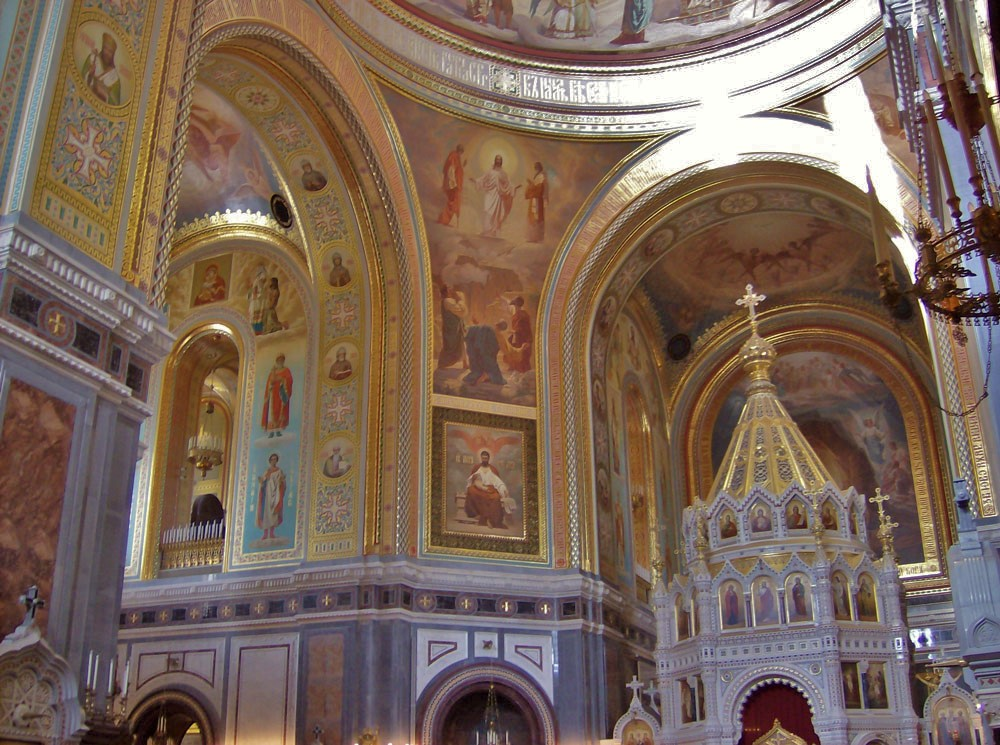
Интерьер храма, 2009 год

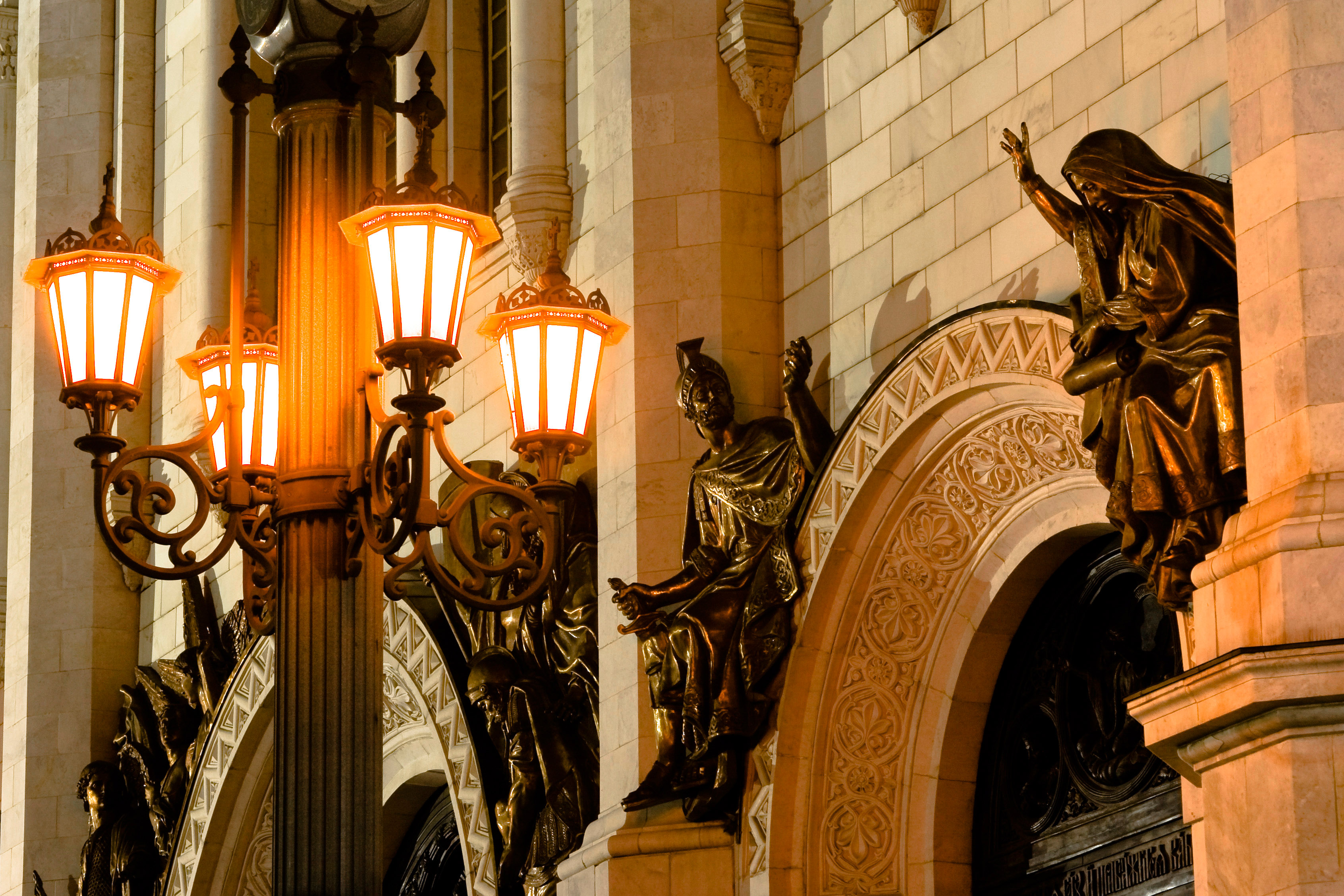
Скульптуры восстановленного храма Христа Спасителя, 2008 год

#### Сбор средств
В апреле 1988 года в Москве была организована инициативная группа за воссоздание храма Христа Спасителя, одной из движущих идей стало покаяние перед Русской православной церковью за разрушение памятника в прошлом. Группа публично распространяла информацию, не допускавшуюся в официальной риторике атеистического СССР. Однако после празднования летом того же года 1000-летия Крещения Руси политика государства в отношении церкви и религии смягчилась. В сентябре 1989 года инициативная группа переформировалась в православную общину и организовала «народный референдум» за возрождение храма, который поддержали тысячи советских граждан. Первый Фонд восстановления храма Христа Спасителя был создан национально-патриотическими силами уже в 1989 году. Его возглавил Владимир Солоухин. Однако собранные средства к 1992 году почти полностью обесценились из-за инфляции.
5 декабря 1990 года на месте будущей строительной площадки установили гранитный закладной камень начала строительства малого храма-предтечи храма Христа Спасителя — бревенчатого храма-часовни иконы Божией Матери «Державная», строительство которого было окончено в 1995 году, а в 1992 г. был основан Фонд финансовой поддержки воссоздания храма Христа Спасителя. Планировалось, что фонд не будет использовать бюджетных ассигнований, но указом Бориса Ельцина для организаций, жертвующих деньги на восстановление и участвующих в восстановлении, были установлены налоговые льготы.
С 1994 по 2002 год пожертвования поступили от сотен тысяч российских граждан, от российских и зарубежных компаний. Известно, что для начала строительства использовали деньги, которые внёс Военно-промышленный банк, — 50 млн рублей.
31 мая 1994 года Московской патриархией и мэрией города было принято постановление о начале строительных работ по восстановлению храма. Совет по воссозданию религиозного сооружения возглавили патриарх Алексий II и мэр Москвы Юрий Лужков. В него также вошли профессора Российской академии художеств Николай Пономарёв, Михаил Аникушин, скульптор Зураб Церетели, архитектор Михаил Посохин (сын главного архитектора Москвы 1960-х годов) и другие. На протяжении советского периода иконописные школы официально не функционировали в России и многие навыки письма были утрачены. Для подготовки художников к работам над росписью храма специально было открыто отделение церковно-исторической живописи при Петербургском институте живописи, скульптуры и архитектуры имени Репина.

#### Строительство
Проект нового храма выполнен архитекторами Михаилом Посохиным, Алексеем Денисовым и другими. Хотя восстановление храма было поддержано многими общественными группами, его строительство сопровождалось протестами и обвинениями городских властей в коррупции. Вскоре Денисов отошёл от работ, а его место занял Зураб Церетели, который окончил строительство. Скульптор изменил первоначальный проект, утверждённый московскими властями, и ввёл во внешнее оформление храма новые детали. При Церетели белокаменные стены были украшены мраморными композициями (оригиналы хранятся в Донском монастыре) и бронзовыми горельефами, которые, однако, были раскритикованы как несоответствующие оригиналу. Роспись интерьеров храма провели рекомендованные Церетели художники, однако культурная ценность этих росписей также стала предметом спора. Первоначальная белокаменная облицовка была заменена на мраморную, а золочёная кровля крыш, кроме куполов, была сделана на основе нитрида титана. Эти изменения, внесённые в исторический проект, повлияли на смену цветовой гаммы фасада с тёплой на более холодную. В 1995 году на заседании искусствоведческой комиссии по художественному убранству храма Христа Спасителя было принято решение поднять на него бронзовые медальоны. В связи с быстрыми темпами строительства медальоны не были готовы в срок, вместо них на фасады установили точные копии из полимерного материала белого цвета. Бронзовые медальоны были изготовлены и хранились в мастерских вплоть до 2010 года, когда были наконец установлены. На сайте Академии художеств сообщается, что, согласуясь с историческими материалами, Церетели восстановил шесть крестов, 16 врат и большие люстры собора. Под руководством народного художника России Юрия Орехова над скульптурным убранством нового храма работали мастера Иулиан Рукавишников, Владимир Цигаль, Татьяна Соколова, Александр Белашов, Михаил Дронов и другие. Для помощи в работе отечественных специалистов был организован фонд «Скульптор».
Вице-президент Академии художеств Ефрем Зверьков способствовал организации всероссийских конкурсов по художественному оформлению собора. Среди художественных групп, победивших в конкурсе на восстановление исторических росписей храма, большинство были выпускниками Санкт-Петербургского Института живописи, скульптуры и архитектуры имени И. Е. Репина и Московского института имени Сурикова. Наиболее масштабные работы по росписям сводов главного купола и приделов, а также барабана были выполнены мастерами под руководством Зураба Церетели. Координационной группой специалистов по художественному убранству комплекса руководил член художественной комиссии, священник, впоследствии протоиерей, Леонид Калинин.
Новый храм Христа Спасителя был воссоздан к 1999 году как условная внешняя копия своего исторического предшественника: сооружение стало двухуровневым, с храмом Спаса Преображения в цокольном этаже. За три года до этого, в августе 1996 года, в день Преображения Господня, патриарх Алексий II совершил освящение нижнего Спасо-Преображенского храма и провёл в нём первую литургию. 31 декабря 1999 года верхний храм был открыт для посещения. 19 августа 2000 года состоялось великое освящение храма участниками Архиерейского собора РПЦ. На следующий день в храме состоялась канонизация расстрелянной семьи Романовых и Собора новомучеников и исповедников Российских.

## Архитектура и интерьеры

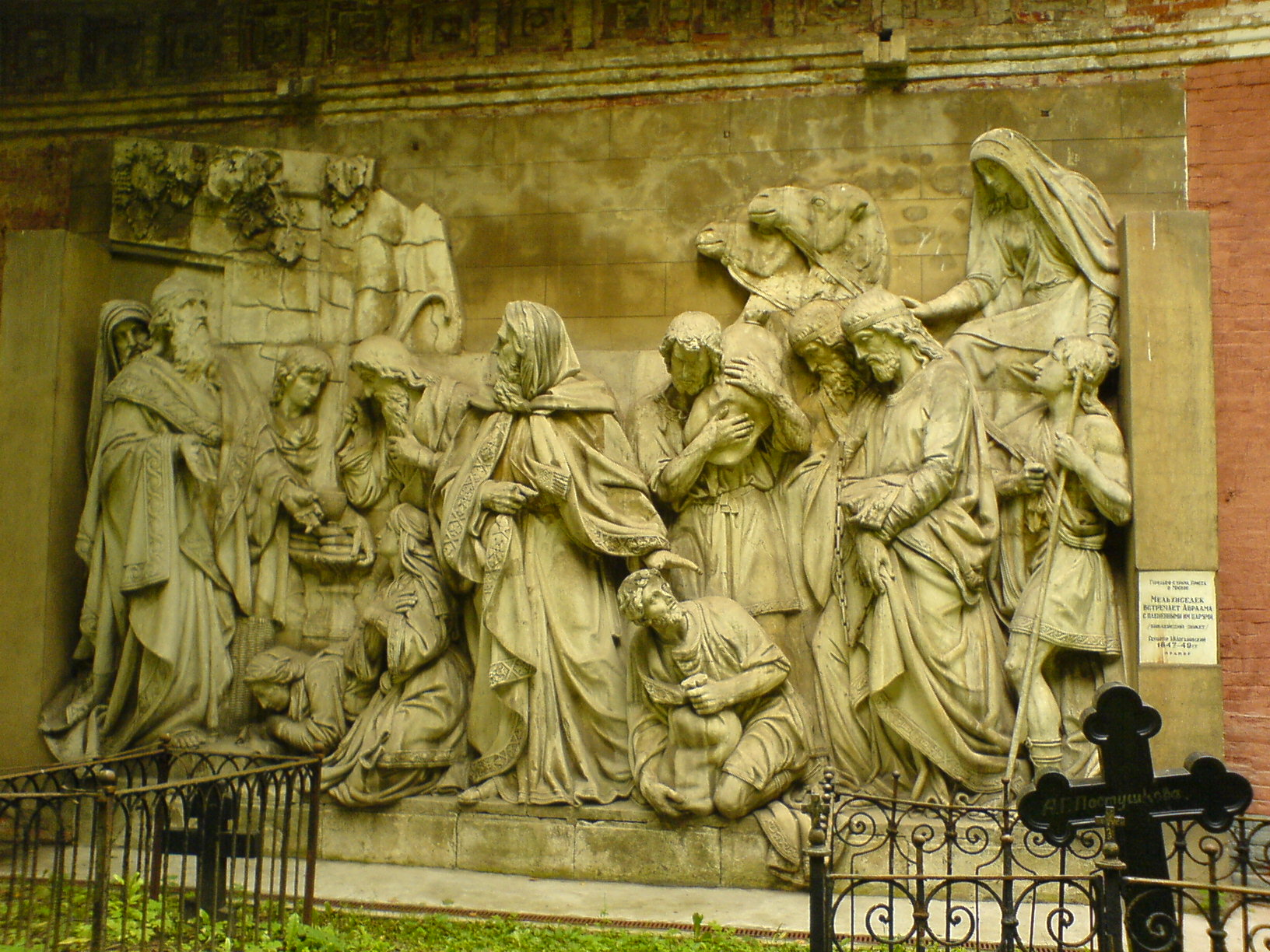
Часть оригинальной отделки первоначального храма, сохранённая в Донском монастыре, 2006 год

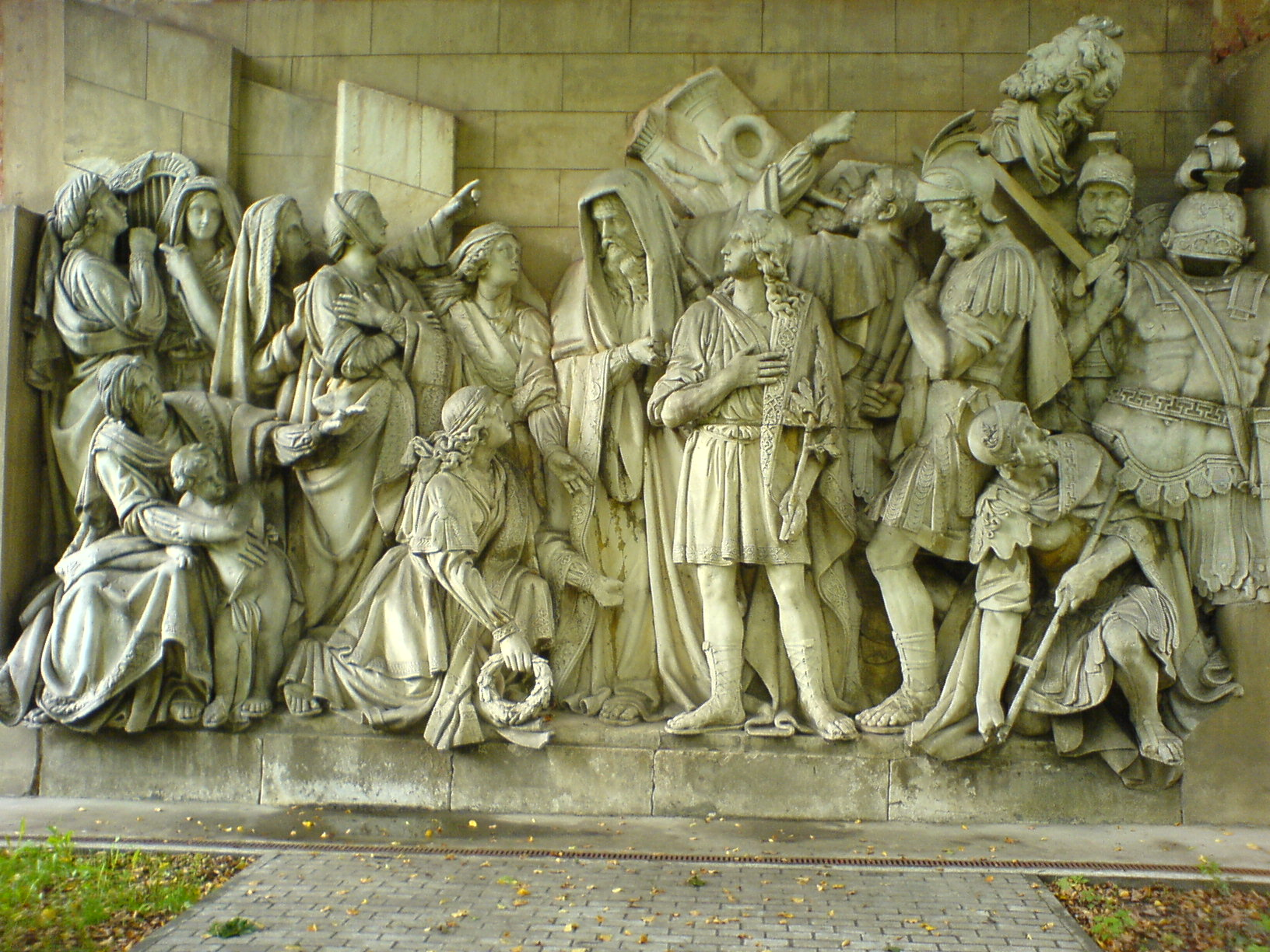
Оригинальная отделка храма в Донском монастыре, 2006 год

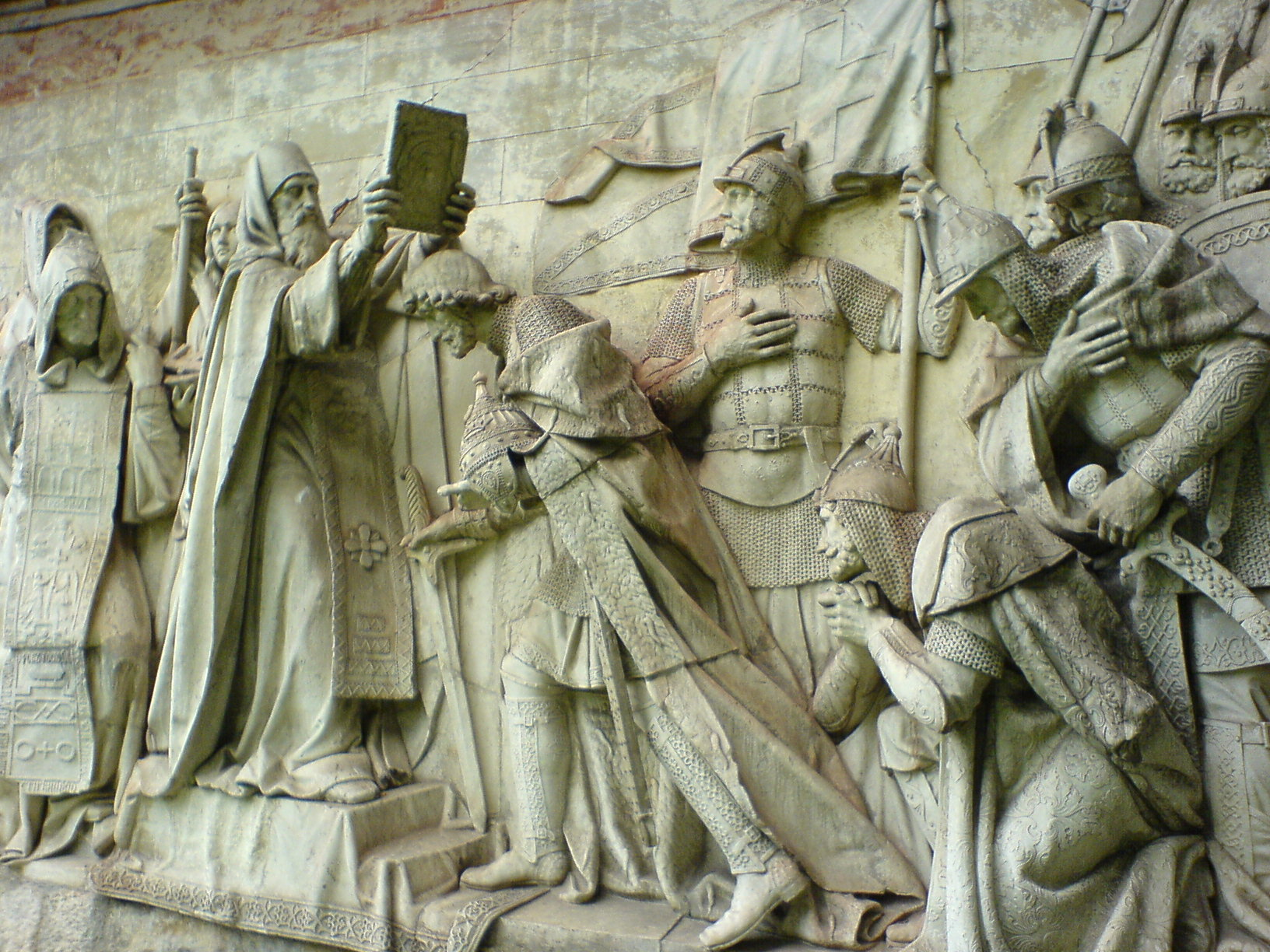
Оригинальная отделка храма в Донском монастыре, 2006 год

### Первоначальный храм
По замыслу архитектора Константина Тона, храм Христа Спасителя должен был стать сооружением, соединяющим в себе классические традиции и черты владимиро-суздальского зодчества. При характерном для древнерусских храмов пятиглавом навершии в плане сооружение представляло собой равноконечный крест с выступами в углах. Фасады храма были строго симметричны, а входы должны были представлять торжественные открытые лоджии-галереи. Позже лоджии были заложены массивными дверьми и остеклением, что пропорционально исказило замысел автора, задумавшего соединить древнерусские черты и отдалённые мотивы итальянского возрождения. Плоскости стен были оштукатурены, декоративная резьба и скульптура изготовлены из белого мрамора, добытого в карьере около села Протопопово Коломенского уезда. Высота здания составляла 48,5 саженей (около 103,5 метров), пространство, занимаемое храмом вместе с крыльцами, — 1500 квадратных саженей. В храме могло поместиться до 7200 человек.
Отделка стен храма мрамором началась 16 июля 1861 года по Высочайшему повелению императора. Во внутренней облицовке использовались лабрадор и шокшинский порфир, а также итальянские и бельгийский виды камня. Малые иконостасы в приделах кафедрального собора также были выполнены из мрамора. Мраморными работами занялись столичный купец и мастер Гавриил Балушкин, согласившийся выполнить подряды за 585,4 тысячи рублей. 18 августа 1873 года и 21 августа 1875 года были выпущены Высочайшие повеления об отделке нижнего коридора храма мраморными плитами с надписями о днях сражений, убитых, пострадавших и отличившихся воинов Отечественной войны 1812 года. Работа по установке 117 мраморных плит была окончена в 1879-м.
Главный иконостас храма имел форму восьмигранной часовни из белого мрамора. Сооружение венчал позолоченный шатёр. Работы по установке мраморного иконостаса были выполнены за 89 тысяч рублей.
По личному распоряжению императора Николая Павловича живопись в храме должна была напоминать «о всех милостях Господних, ниспосланных по молитвам праведников на русское царство в течение девяти веков». На своде главного купола на высоте 33 сажени был изображён Господь Саваоф, благословляющий обеими руками. На его лоне Сын Божий в образе младенца, держащий хартию с надписью «Логос», и Дух Святой в виде голубя и окружённого божественными дарами. Вокруг престола Господа Вседержителя были расположены ангелы, крылатые херувимы и серафимы. Живописные работы на своде купола были выполнены мастером Марковым в 1861—1866 годах. На поясе купола находились картины с библейской историей от грехопадения до сошествия Святого Духа на апостолов, а также другие эпизоды и лица Ветхого и Нового Заветов. По задумке, эти изображения «составляют небесную Церковь, собравшуюся около Спасителя и представляющую собой момент торжества радостного, благодарящего».
На западном своде было изображение царственного Спасителя с книгой и скипетром. На своде с южной стороны — Младенец Иисус в окружении ангелов. Купол северного крыла — придела святого Александра Невского — был расписан изображениями Господа Вседержителя со скипетром и Книгой Судеб и четырёх евангелистов в виде апокалиптических животных. Пилоны и ниши храма также были украшены картинами из Священной истории. В правом клиросе храма располагался образ Спаса Нерукотворного, в левом — Владимирская Богоматерь. На царских вратах находились шесть икон, по бокам от них были помещены изображения четырёх московских святителей — Петра, Ионы, Алексия и Филиппа. Главный иконостас состоял из четырёх ярусов со священными изображениями.
Важное место в художественном оформлении разрушенного храма Христа Спасителя занимали работы по бронзе, которой были выполнены двери, оконные и зеркальные рамы сооружения, а также водостоки. Помимо прочих видов работ, в храме предполагалось провести отделку мозаикой. По сохранившимся расчётам известно, что покрыть мозаикой потребовалось почти 26 тысяч вершков, а работы были поручены Санкт-Петербургскому мозаичному заведению при Академии художеств. Одна лишь стоимость мозаичных полов на хорах обошлась комиссии примерно в 22 тысячи рублей.
Фасад здания был украшен двумя рядами рельефных изображений. Горельефы располагались в порталах и углах храма, а также над карнизом. По сообщениям историков, на четырёх стенах храма были помещены «священно-исторические изображения, напоминающие или имеющие тождество с событиями Отечественной войны 1812 года — фигуры святых заступников и молитвенников за русскую землю». На внешних стенах храма размещались горельефы, выполненные на религиозную и историческую тематику. Сюжеты для изображений выбирал митрополит Филарет.
Весь храм освещался шестьюдесятью окнами, из которых 16 были установлены под главным куполом, 36 располагались над хорами, а восемь — в коридоре. В западном крыле находилась огромная бронзовая позолоченная люстра в 148 свечей. Храм также освещали две люстры в 100 свечей и большое количество устройств на 24, 42 и 43 свечи. Для освещения алтаря был задействован 21 подсвечник.

### Современный храм

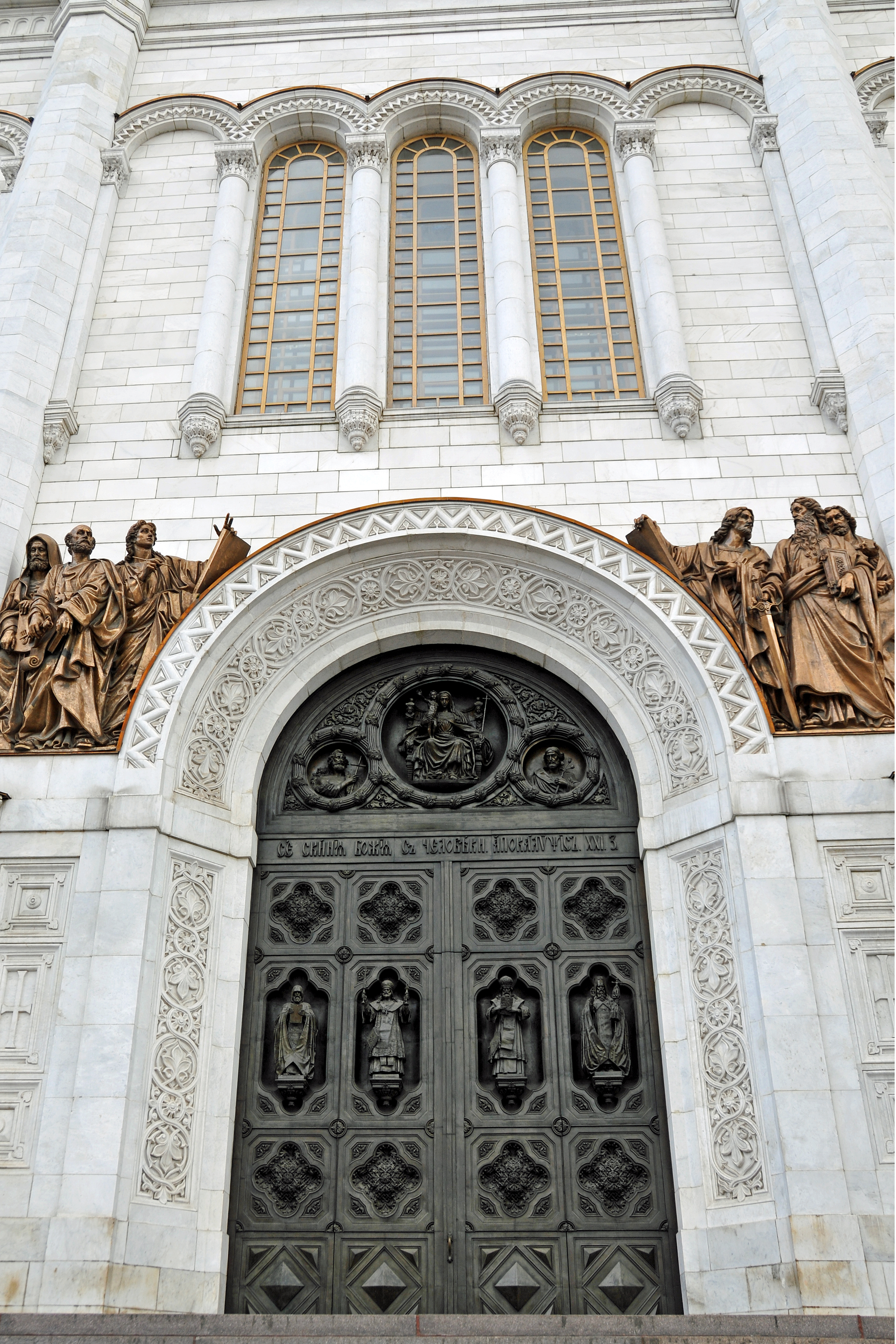
Восточные храмовые ворота, 2009 год

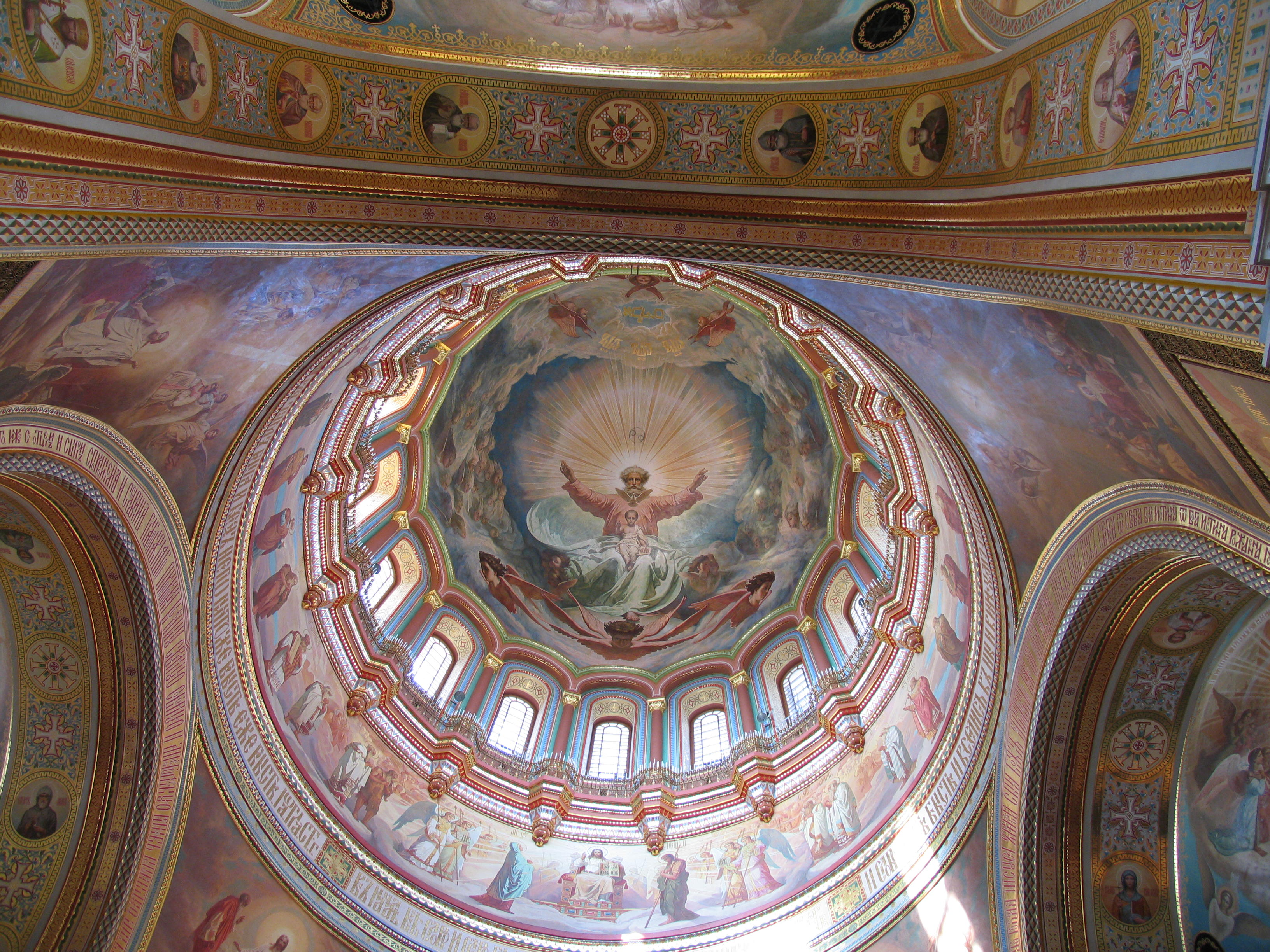
Роспись купола, 2004 год

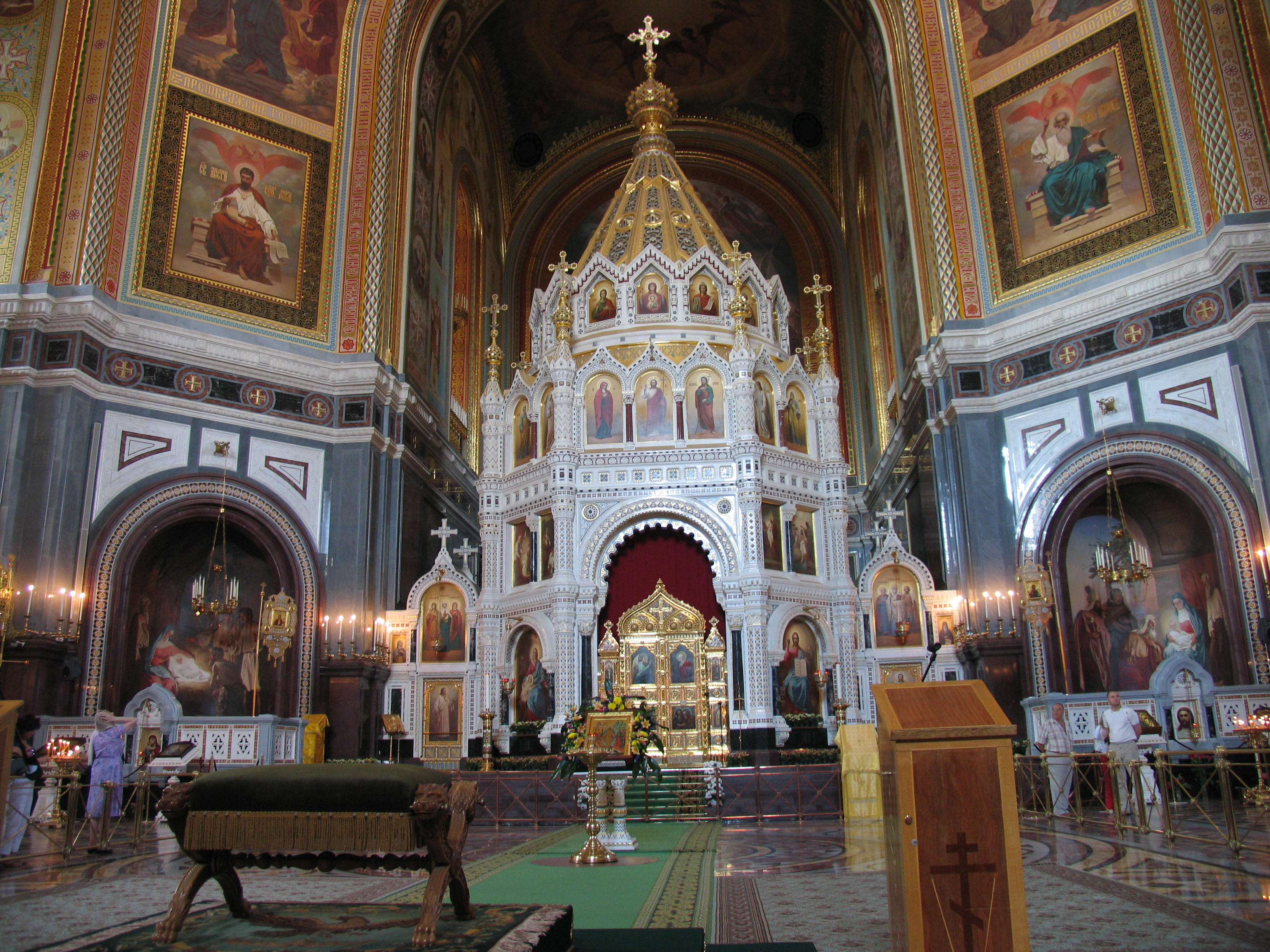
Алтарная часть, 2004 год

На 2018 год храм Христа Спасителя является самым большим собором Русской православной церкви и может вмещать до 10 тысяч человек. Его общая высота достигает 103 м, что на 1,5 м выше, чем у Исаакиевского собора, высота внутреннего пространства — 79 м, толщина стен — около 3,2 м. Размер главного креста — 8,5 м, других крестов — 6,5 м. В плане храм выглядит как равносторонний крест около 80 м шириной. Облик храма повторяет традиции русско-византийского стиля, пользовавшегося поддержкой императора на момент начала строительства. Роспись внутри храма занимает около 22 000 м², из них 9000 м² покрыты сусальным золотом. Объём здания — 524 000 м³. В состав современного комплекса входят:
- Верхний храм — собственно храм Христа Спасителя. Имеет три престола: главный освящён во имя Рождества Христова и два боковых на хорах в честь Николая Чудотворца (южный) и святого князя Александра Невского (северный). Освящён 6 (19) августа 2000 года;
- Нижний храм — Преображенская церковь, воздвигнутая в память о находившемся на этом месте женском Алексеевском монастыре. Имеет три алтаря: главный в честь Преображения Господня и два малых придела в честь Алексия, человека Божия и Тихвинской иконы Божией Матери. Была освящена 6 (19) августа 1996 года.
- Стилобатная часть, в которой размещаются музей храма, зал Церковных соборов, зал Высшего церковного совета, трапезные палаты, а также технические и служебные помещения[85].

Под храмом расположена двухуровневая подземная парковка на 305 мест с автомойкой, над которой возле храма расположены смотровая площадка и комплекс вспомогательных сооружений религиозного назначения. При спуске был построен малый храм комплекса — храм Покрова Божией Матери, построенный с центральным храмом в едином архитектурном стиле и входящий с ним в единый ансамбль. Также в храмовый комплекс входит бревенчатый храм-предтеча главного храма — храм-часовня иконы Божией Матери «Державная», расположенный в парковой части комплекса.
Новый собор возведён в традициях обетных храмов как памятник героям Отечественной войны 1812 года. Нижний коридор служит памятником военных действий. Налево от западного входа в храм на стене помещены тексты Высочайшего манифеста 13 июня 1812 года о вступлении французской армии в пределы России и Воззвания к народу Русскому 6 июля об ополчении. Вслед за ними по стенам Нижнего коридора на мраморных досках помещены описания 71 сражения, произошедшего на территории России в 1812 году в формате «название сражения, дата, участвовавшие войска, имена убитых и раненых офицеров и общее число выбывших из строя». Ряд памятных досок завершается на восточной стене храма, где помещены манифест об изгнании Наполеона из России 25 декабря 1812 года и два благодарственных манифеста: к Русскому народу и к Русскому дворянству. Кроме того, напротив горнего места — манифест о построении храма во имя Христа Спасителя в Москве. По южной и западной сторонам расположены доски с описаниями 87 заграничных сражений, которые заканчиваются у западных дверей манифестами: о взятии Парижа, низложении Наполеона и мире в Европе. Над каждой доской о сражениях находятся величания святым, память которых празднуется в этот день.
Сперва были созданы орнаменты, которые образуют более половины художественного убранства храма. Для их выполнения художники использовали более 50 кг сусального золота. Большая часть художественного убранства храма представлена на пространствах галерей. Композиции «Крещение Господне» и «Вход Господень в Иерусалим», выполненные мастером Василием Нестеренко, расположены на северной и западной сторонах соответственно. Росписи в приделе святого Николая выполнены группой художников под руководством профессора Сергея Репина (Василий Сухов, Никита Фомин, Александр Чувин и др.), а в приделе святого Александра Невского — группой Александра Быстрова (Юлия Бехова, Александр Кривонос, Александр Погосян и др.).
Над восстановлением икон главного иконостаса работали мастера Межобластного научно-реставрационного художественного управления и объединения «Арт-Храм» (руководители — Андрей Оболенский, Никита Нужный; участники — Виталий Бакшаев, Алексей Егоров, Дмитрий Трофимов и др.). Скульптурное и живописное оформление храма выполнили в короткие сроки и приняли комиссией в декабре 1999 года. Свод главного купола традиционно имеет определяющее значение в оформлении храмовых интерьеров. Подкупольное пространство представлено композицией «Отечество», на которой изображён Господь Саваоф с младенцем Иисусом и Святым Духом в виде голубя. В росписи пояса изображены Спаситель и Богоматерь. Фигуры святителей были выполнены группой художников под руководством Зураба Церетели.
Живописный ряд на пилонах храма изображает истории из земной жизни Спасителя. Композиции «Преображение Господне» и «Вознесение Господне» были воссозданы группой под руководством художника Виталия Бакшаева (Алексей Егоров, Никита Нужный, Дмитрий Трофимов), картины «Евангелист Лука» и «Евангелист Иоанн» выполнены бригадой художника Алексея Артемьева. Композиции «Вознесение Господне» и «Евангелист Матфей» выполнены также Василием Нестеренко, который участвовал и в восстановлении фресок под сводами. Картины юго-западных пилонов «Сошествие Святого Духа на апостолов» и «Евангелист Марк» созданы группой живописцев под руководством Сергея Присекина (Сергей Оссовский, Михаил Полетаев, Александр Сытов). Объёмные работы по реконструкции и прорисовке орнаментов и надписей были проведены коллективом художников под управлением Алексея Живаева. Отдельные бригады мастеров работали над воссозданием композиций в нишах пилонов, а также центральных арок.
Дарохранительница воссоздана по сохранившимся кадрам кинохроники в соответствии с чертежами Константина Тона. Основание Дарохранительницы выполнено из калканской яшмы, верхняя часть — из позолоченного серебра. Скульптурные образы ангелов и евангелистов, многофигурные сюжетные рельефы, медальоны с ликами составителей литургий отлиты из серебра. Средняя часть композиции — шатровая девятиглавая часовня, под её куполом находится ковчег для хранения Святых Даров, по сторонам — фигуры ангелов с рипидами. Скульптурные образы евангелистов и ангелов, созданные скульптором Александром Лохтачевым, по пластике исполнения соответствуют традиционной трактовке. Дарохранительницу выполнили златоустовские мастерские «ЛиК» под руководством заслуженных художников России Александра Лохтачева, Нины Лохтачевой и Григория Мануша.
Искусствовед Ирина Языкова, сравнивая изначальный храм и восстановленный, констатировала, что изначальная идея восстановить храм во всём его прежнем величии не была достигнута: «Бетонный храм уже не такой, как каменный, его объём и силуэт воспринимаются иначе. Изменившаяся городская среда тоже способствует этому. Да и красота внешнего облика прежнего храма была в белокаменных барельефах, выполненных лучшими скульпторами XIX века. Белые объёмные композиции значительно облегчали тяжеловесность храма. В современном варианте их заменили бронзовые рельефы, выполненные гораздо быстрее, требующие меньшей трудоёмкости и придающие фасадам иной характер. Гораздо большей исторической достоверности удалось достичь во внутреннем убранстве».

## Современность

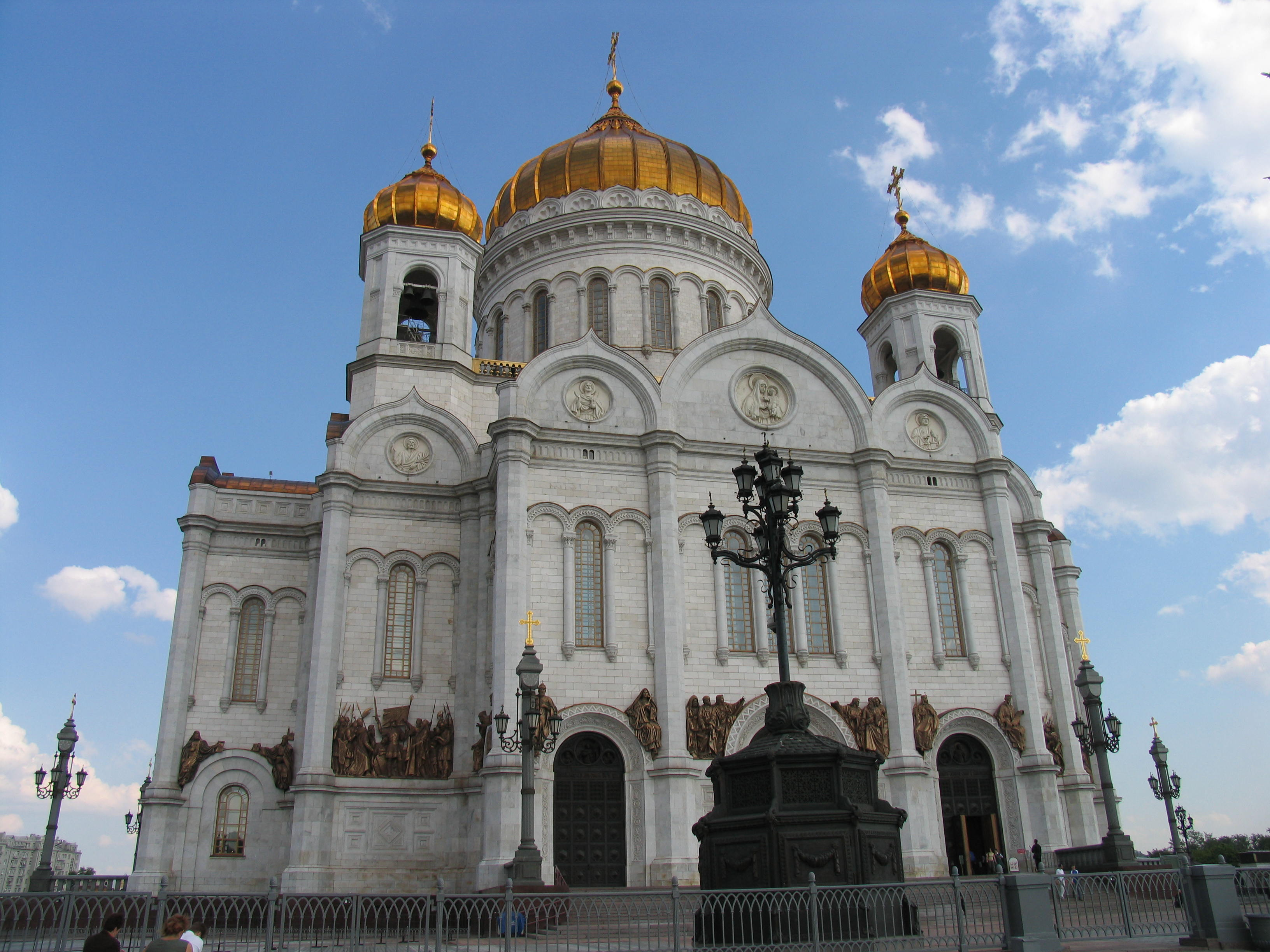
Вид храма с севера, 2004 год

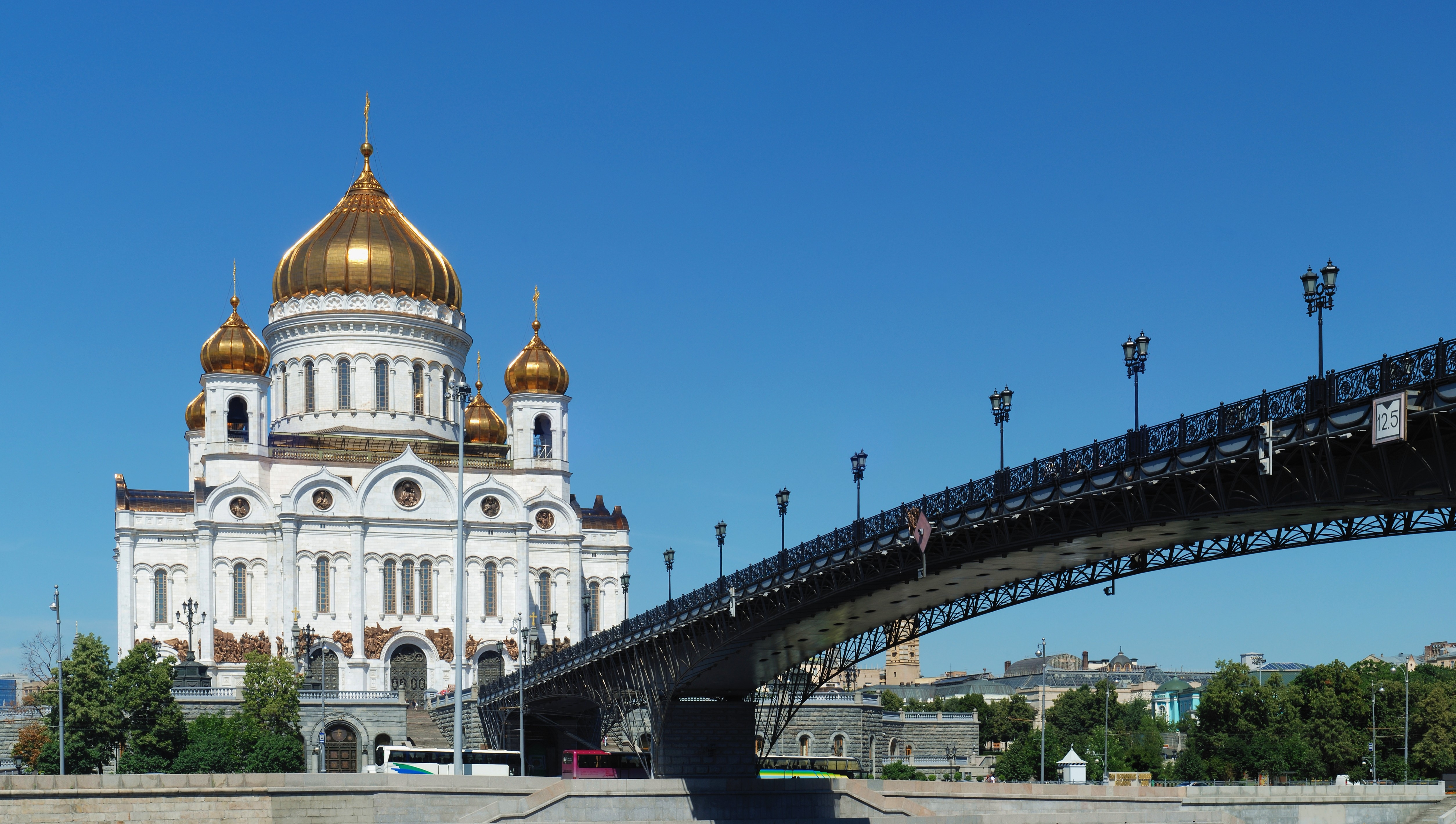
Вид храма через реку Москву, 2011 год

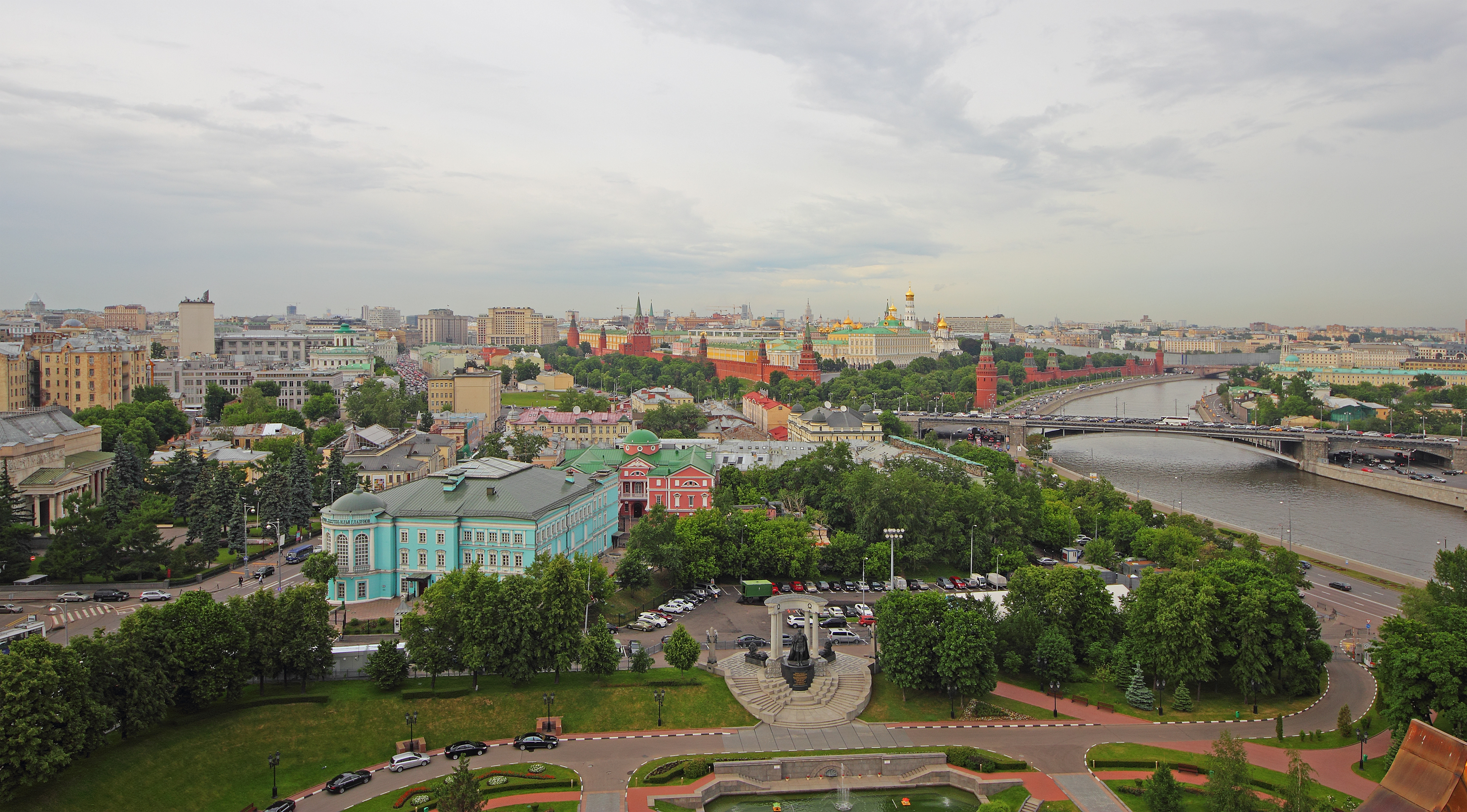
Вид со смотровой площадки храма на улицу Волхонку и на Московский Кремль, 2012 год

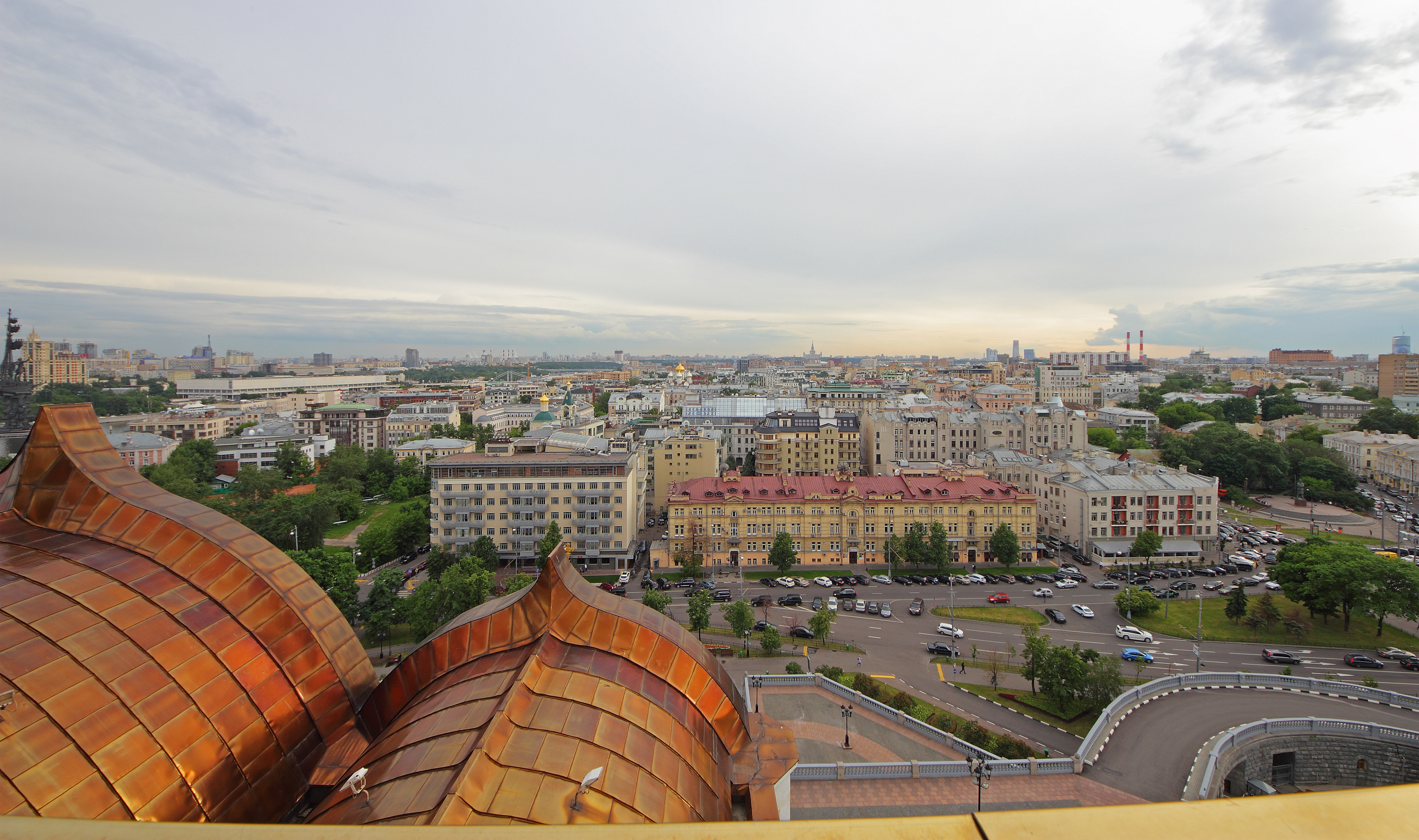
Вид со смотровой площадки храма на Хамовники, 2012 год

### Общественные события
В храме Христа Спасителя совершаются отпевания значимых для современной российской истории и культуры людей. Первым человеком, с которым прощались ещё до освящения храма, стал умерший в 1997 году Владимир Солоухин. В храме происходили прощания с Георгием Свиридовым, Борисом Ельциным, Мстиславом Ростроповичем, Игорем Моисеевым, Людмилой Зыкиной, Сергеем Михалковым, Вячеславом Тихоновым, Галиной Вишневской, Еленой Образцовой, Валентином Распутиным, Андреем Карловым, Юрием Лужковым, Станиславом Говорухиным, протоиереем Димитрием Смирновым, протоиереем Михаилом Васильевым, Верой Васильевой, Вячеславом Лебедевым, Николаем Рыжковым.
В 2004 году в зале церковных соборов прошёл Архиерейский собор РПЦ, на котором было вынесено решение о канонизации ряда святых и восстановлении общения с Русской православной церковью за границей (РПЦЗ). 17 мая 2007 года в храме был подписан Акт о каноническом общении РПЦЗ и РПЦ.
9 декабря 2008 года в кафедральном соборе проходило отпевание Святейшего Патриарха Московского и всея Руси Алексия II. 27 января 2009 года на Поместном соборе, также проводившемся в храме, был избран новый Святейший Патриарх Московский и всея Руси, а 1 февраля того же года состоялась интронизация Святейшего Патриарха Кирилла.
9 сентября 2012 года в обетном храме состоялись общемосковские церковные торжества в честь 200-летия победы в Отечественной войне 1812 года.
21 февраля 2012 года участницы панк-рок-группы Pussy Riot совершили в стенах храма акцию, названную ими «панк-молебном». Группа попыталась исполнить песню «Богородица, Путина прогони!» перед входом в алтарь. Широкий общественный резонанс вызвал последовавший судебный процесс, на котором данная акция была признана хулиганством, совершённым по мотивам религиозной ненависти. Участниц группы приговорили к двум годам лишения свободы с отбыванием наказания в исправительной колонии общего режима.
22 апреля 2012 года в храме и на прилегающей территории был проведён молебен в защиту веры, поруганных святынь, доброго имени Церкви и о вразумлении её гонителей. В молебне приняли участие, по оценке московской полиции, около 65 тысяч человек.

### Святыни храма

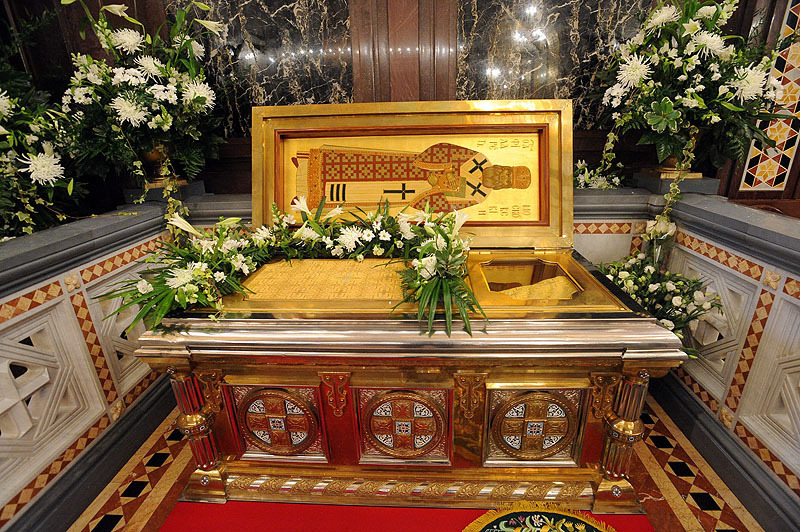
Рака с мощами святителя Филарета Московского

В храме Христа Спасителя постоянно находятся:
- частица Ризы Иисуса Христа. Находится в храме с 1 декабря 2007 года. Выносится для поклонения в праздник Положения Ризы Господней (23 июля по новому стилю)[123];
- частица Ризы Пресвятой Богородицы. Находится в алтаре храма, доступна для поклонения верующих в дни Богородичных праздников[124];
- Гвоздь Креста Господня. Находится в храме с 2008 года[125].
- мощи святителя Филарета (Дроздова). 9 июня 2004 года мощи святителя были перенесены из Троице-Сергиевой лавры в храм Христа Спасителя. Они находятся в раке к югу от Царских врат верхнего храма[126];
- глава святителя Григория Богослова;
- глава святителя Иоанна Златоуста;
- частица мощей великого князя Александра Невского;
- частица мощей Ионы, митрополита Московского;
- частица мощей равноапостольного великого князя Владимира;
- частица мощей святителя Петра, митрополита Московского;
- частица мощей святителя Василия Великого;
- частица мощей Иоанна Предтечи;
- частица мощей апостола Андрея Первозванного;
- частицы мощей преподобной Марии Египетской и великого князя Михаила Тверского;
- частица мощей преподобного Михаила Малеина;
- частица мощей великомученика Феодора Стратилата;
- частица мощей великомученицы Евфимии Всехвальной[127];
- частица мощей преподобной Ефросинии Московской[128];
- один из чудотворных списков Владимирской иконы Божией Матери;
- чудотворный список Смоленской-Устюженской иконы Божией Матери;
- икона Рождества Христова, привезённая патриархом Алексием из Вифлеема;
- трон святителя Тихона, патриарха Московского и всея Руси (в главном алтаре);
- икона Собор новомучеников и исповедников Церкви Русской, прославленных 20 августа 2000 года в храме Христа Спасителя;
- список с чудотворной иконы «Богоматерь святого Луки» («Мадонна ди Сан Лука»), привезённый из Болоньи (Италия)[129].

В храм привозились и временно выставлялись великие православные реликвии и святыни.
19—28 ноября 2011 года состоялось принесение Пояса Пресвятой Богородицы из Ватопедского монастыря, 19—28 июля 2013 года — принесение креста апостола Андрея Первозванного из Патр.
С 7 по 13 января 2014 года в храме находились Дары волхвов из монастыря Святого Павла, что на Афоне, впервые в истории вывезенные для поклонения за пределы Греции.
С 21 мая по 12 июля 2017 года православные поклонялись мощам Николая Мирликийского, прибывшим из Бари, где они находятся постоянно. К привезённым святыням совершались массовые паломничества верующих.
С 21 сентября по 14 октября 2018 года в храме находился для поклонения ковчег с десницей святителя Спиридона Тримифунтского, прибывший из города Керкиры, где он находится постоянно. За время пребывания в Москве великой христианской святыне поклонились более 500 тысяч человек.

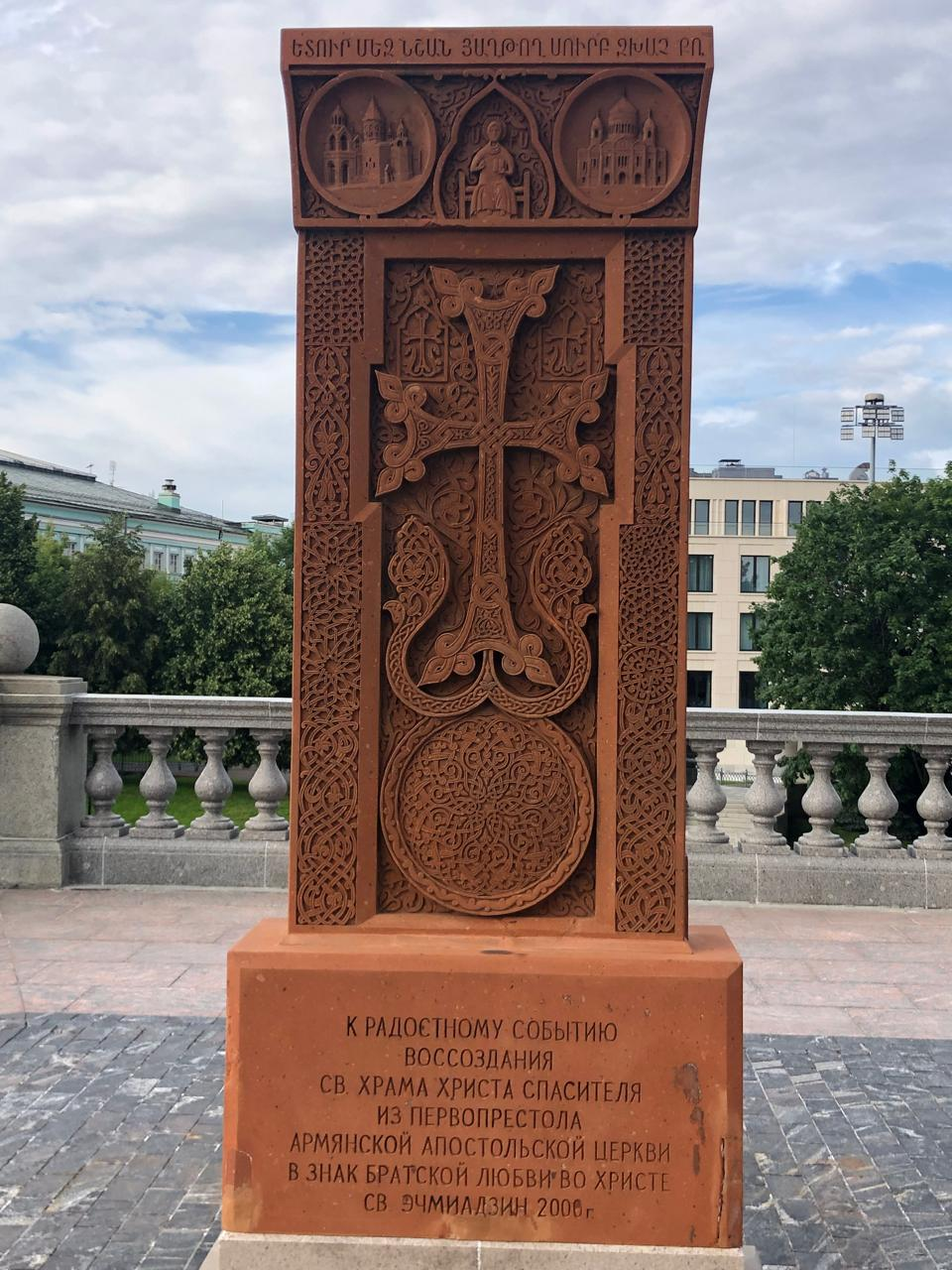
Хачкар, переданный в 2000 году Армянской Апостольской Церковью по случаю воссоздания Храма Христа Спасителя

### Духовенство
Настоятелем храма является Патриарх Московский и всея Руси Кирилл, а в клир храма входят:
- протоиерей Михаил Рязанцев — ключарь храма;
- протоиерей Георгий Мартынов;
- протоиерей Андрей Марущак;
- иерей Михаил Нараевский;
- иерей Алексий Тимофеев;
- иерей Антоний Обухов;
- архидиакон Константин Барган;
- протодиакон Николай Филатов;
- протодиакон Дионисий Пряхин;
- диакон Иоанн Клинцов;
- диакон Димитрий Стацюк[136].

### Хозяйственный и административный статус
В церковно-административном отношении храм имеет статус подворья Патриарха Московского и всея Руси. Как здания и помещения комплекса храма, так и земля под ними являются собственностью города Москвы. Управление комплексом осуществляет негосударственная некоммерческая организация «Фонд Храма Христа Спасителя», действующая на основании Договора доверительного управления объектами общекультурного и инженерно-технического назначения комплекса Храма Христа Спасителя № 01 от 24.05.2004 года, заключённого с Департаментом имущества города Москвы. Фонд был учреждён в начале 2000-х годов, но фактически является преемником Фонда финансовой поддержки воссоздания Храма Христа Спасителя. Имея объекты культурного и инженерно-технического назначения храма в доверительном управлении, фонд зарабатывает деньги на коммерческих операциях, не вовлекающих культовую часть памятника — собственно храм, в котором проводятся богослужения. Помещение храма находится в безвозмездном пользовании РПЦ, но при необходимости использовать помещения в «светской» части здания Церковь платит аренду на общих основаниях. Фонд покрывает затраты на эксплуатацию зданий, его доходы пополняются субсидиями из городского бюджета:
- 140 миллионов рублей в 2006 году;
- 170 миллионов в 2007 году;
- 217 миллионов в 2011 году[63].

## Храм в культуре и искусстве

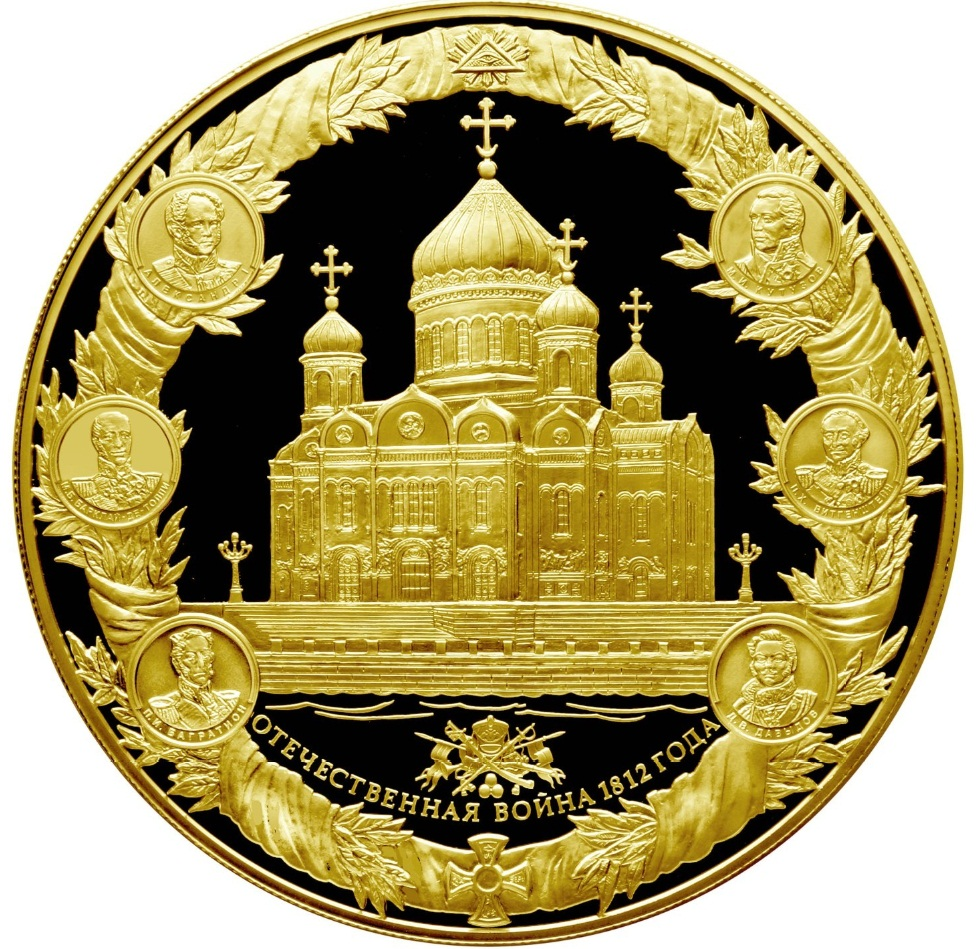
Памятная золотая монета Банка России «200-летие победы России в Отечественной войне 1812 года» 2012 года номиналом 25000 рублей с изображением храма (реверс)

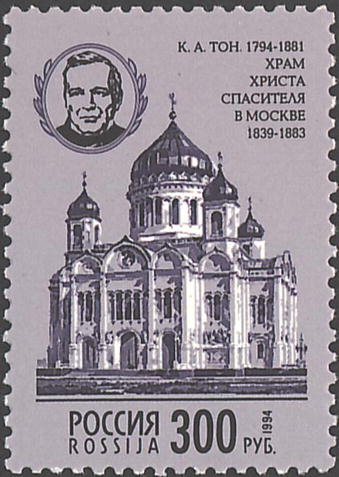
Почтовая марка России. Храм Христа Спасителя в Москве (1839—1883). К. А. Тон (1794—1881)

- В изданной в 1916 году статье «Два мира в древнерусской иконописи» Евгений Трубецкой так отразил свои впечатления о храме: «…одним из самых крупных памятников дорого стоящего бессмыслия является храм Спасителя — это как бы огромный самовар, вокруг которого благодушно собралась патриархальная Москва»[138].
- В 1930 году поэт Николай Арнольд написал о готовившемся разрушении храма:

Прощай, хранитель русской славы,

Великолепный храм Христа,

Наш великан золотоглавый,

Что над столицею блистал…

…Нет ничего для нас святого!

И разве это не позор,

Что «шапка золота литого»

Легла на плаху под топор.
- На картине народного художника России Валерия Балабанова «Пловец» (1976—1986) изображено отражение храма Христа Спасителя, не существовавшего в то время, в бассейне «Москва». Позднее Русская православная церковь и некоторые искусствоведы стали воспринимать эту работу как пророчество, предсказавшее восстановление собора[140][141][142]. 4 ноября 1997 года по благословению патриарха Московского и всея Руси Алексия II художник подарил картину музею воссозданного храма[143].
- Борис Акунин писал о храме в романе «Алтын-толобас» 2001 года:

Напротив заново отстроенного храма Христа Спасителя (сэр Александер всегда говорил, что эта великанья голова уродовала лик Москвы своей несоразмерностью и что единственное благое дело новых русских — взрыв чудовищного творения) магистр приостановился и нашёл, что собор ему, пожалуй, нравится — за двадцатый век дома в городе подросли, и теперь массивный золотой шлем уже не смотрелся инородным телом.
- Храм Христа Спасителя упоминается в романе «Метро 2033» писателя Дмитрия Глуховского. По сюжету романа, сталкеры в постъядерной Москве совершают вылазки около этого храма.